# 外債
外債（がいさい）とは、日本においては、債券（または債券に表示されるべき権利）のうち、狭義には、外国又は外国法人の発行するものをいい（振替法127条）、広義には、外国通貨建てで発行されたもの（外貨建債券）や外国の市場において発行されたものをも含む。日本の場合、日露戦争の準備期間中に高橋是清が日本国債をポンド建てで売りイギリス製軍艦(当時の日本はまだ鉄鋼業が発達不十分で軍艦製造能力に不安があったため)や弾薬の購入などに充てたものも外債である。さらに、日本以外の国を基準として同様のものを指すこともある。外国債または外国債券ともいう。

## 伝統的な国際債券
狭義の外債は通常は債券引受先の通貨単位で額面を表示する外貨債（がいかさい）という形式を取るが、まれに債券発行元の所属する国家の通貨単位によって額面を表示する。内貨債（ないかさい）という形式も存在する。
1818年のプロイセン王国債500万ポンドは、マーチャント・バンク（merchant bank）のロスチャイルドが同国へ初めて外債を導入する形で発行された。ロスチャイルドは50万ポンドを引きうけ、残りは欧州全域銀行やマーチャント・バンク、さらにパリとフランクフルトに配分された。すなわちハルディマンド（William Haldimand）が42.3万ポンド、アイザック・ソリー商会（Isaac Solly）が42.3万ポンド、サミュエル・アンド・ジョン・ウォード（Samuel & John Ward）が28.2万ポンド、バランドンが25万ポンドを受け持った。シティの他の15社で50万ポンドを担当し、また20人くらいの貴族も参加した。残りは大部分でパリとフランクフルト、さらにアムステルダム、ベルリン、ミュンヘン、ハンブルクで購入された。多くの買い手は今も知られる名前で、メンデルスゾーン、パリシュ（David Parish）、ベートマン（現ABNアムロ銀行）などであった。ロスチャイルドの参入は外債市場の競争を激化させたが、同家と争ってハンブロ商会（現ソジェン）は1852年サルデーニャ王国債の発行引受を勝ち取った。
近代に発行された外債の集合体で最大のものは、オスマン債務管理局が抵当税収を占有し利払償還業務を担った。
それから第二次世界大戦まで、外債発行はイングランド銀行とイギリス大蔵省が調節していた。しかし、発行した外債を市中消化させるのはマーチャント・バンク、あるいは投資銀行とその系列の証券会社であった。イギリスのマーチャント・バンクは国内保険会社と親しかったが、第一次世界大戦で保険会社は国債を消化するので精一杯であった。これに対してアメリカの場合、戦時国債を大して発行せずにすんだので、アームストロング法により系列化した保険会社は巨額の外債を消化することができた。二度の世界大戦はそれぞれの戦後処理を通して、発行業務を出口業務から蚕食させていった。オフショア市場がいくつもある今日の国際債券市場において、外債市場は各国の規制をともなう小さめの市場である。
資本が自由化されていない国へ機関投資家が資本投下をする場合、株式は系列間で持ち合いが行われており、市場が狭すぎてキャピタル・ゲインを狙うのが精一杯である。そこで公社債から切り込むことになるが、そのときに外債を発行させた。
自由化のされていない国は今や限られているので、国際債券市場の大部分はユーロ債市場となっている。

## 日本による外債発行の歴史

### フランとポンド
日本政府が発行した最古の外債は、江戸幕末の1866年にソシエテ・ジェネラルを窓口として発行した3500万フランである。明治初の例は1870年4月23日（明治3年3月23日）にロンドンで発行された9分付英貨国債100万ポンド（当時の相場で488万円相当）であり、調達資金は新橋駅－横浜駅間の鉄道建設費用に充てられた（→日本の鉄道開業）。1873年には秩禄処分の費用を捻出するため7分付英貨国債240万ポンド（当時の相場で1,171万円相当）を発行した。これは発行額面100ポンドにつき92.5ポンドで売出されるという未開国の発行基準扱いによるものであった。それから当分、日本は外債を発行しなかった。
発行が再開されるのは貨幣法施行後である。1899年に4分利付英貨公債1千万ポンドをPanmure Gordon & Co. が引受けた。日露戦争においては総額にして約8億円相当の戦費を調達した。1904年の2回分2200万ポンドを引受けたのは先のPG、クーン・ローブ、1905年の3回分8500万ポンドは先のPG/KL、Bank für Handel und Industrie（のちにダルムシュタット支店がダナート銀行となる）、英米独仏での公募引受け行、戦後の1907年の2300万ポンドはParr's Bank、香港上海銀行、横浜正金銀行、英仏ロスチャイルドである。海底ケーブル敷設が一段落すると、1910年に水町袈裟六が仏ロスチャイルドに4億5千万フランを引受けさせて戦費の借換を成功させた。2年後、鉄道債も長期に借り換えるべく2億フランを追加した。この時期には東京市・京都市・大阪市・横浜市などの主要な都市や北海道炭礦汽船・南満洲鉄道などの企業も発行した。

### モルガン・ダラー
上の時期に発行された外債の総額は約16億円に達し内国債の総額を上回ったが、第一次世界大戦が勃発し大戦景気が日本経済を回復させた。外債発行の必要性が薄まり、1916年にはイギリス・フランス・ロシアが初めて日本に向けて外債を発行した。しかし大戦後の不況で再び国際収支が悪化した。加えて関東大震災による経済混乱の中で復興資金のために1924年2月13日にはロンドンで2,500万ポンド（6分利付）、ニューヨークで1億5,000万ドル（6分半利付）の「震災善後処理公債」が募集された。
5年後の世界恐慌とそれに続く金輸出再禁止を経て外資に対する不信が募り、日本の外債募集は行われなくなった。さらに第二次世界大戦において敵対したアメリカ・イギリス（後にフランス）に対する外債の元利支払を停止した。1943年3月15日には外貨債処理法が制定され、日本国内に還流されていた外債は円建ての国内債に変換された。海外保有外債は日本政府の厳重な統制下に入り、物上担保権が剥奪された。戦後、ポツダム勅令によって外貨債処理法は廃止された。
アメリカ・イギリス・フランスの3国に対する償還は困難に思われたが、サンフランシスコ講和条約締結後の1952年9月26日にアメリカ・イギリスと、次いで1956年7月27日にフランスとの間で、日本に有利な償還方法を協定することに成功した。この間1953年、「国際復興開発銀行等 からの外資の受入に関する特別措置に関する法律」第2条により、外債は政府が保証できるようになった。この年5月30日、バンカメが電源開発の発行した外債700万ドルを引受けている。

### 公社債市場の開放
1959年2月17日、日本国債として戦後初の外債3000万USドルが発行され、ファースト・ボストン（現クレディ・スイス。ロックフェラー系）が引受銀行団の幹事を務めた。1961年11月24日には外貨準備補強策として日銀債2億USドルが発行された。引受銀行は、バンカメ、チェース・マンハッタン、ロックフェラー系のファースト・ナショナル・シティの3つであった。
1964年、日本はOECD へ加盟し、国内への直接投資を自由化する義務を負った。1969-1971年の3ヵ年は毎年段階的に自由化された。この過程で自由化を免れた業種は農林水産業など7種に減らされ、また完全自由化された業種は228にも達した。1975年には自由化を免れた業種が4種に減った。同年以降、日本郵船がスイスフラン建の外債を発行している。この頃、スイスの資本輸出先において日本は4割を占めた。1986年に東京オフショア市場が誕生してから適債基準等が緩和されていった。これにともない、かつてスイスフランが主流であった外債は市場が軌道に乗ったころにドル建てで発行されるようになった。一方では海外の機関投資家がユーロ円債を発行するようになった。外債市場は縮小して、1990年代には外債市場の主流通貨が交代した。
| 銘柄                           | 発行年月   | 通貨                   | 百万単位概数発行額 | ％年利                    | ％発行価格  | 償還期限年数 | 幹事引受業者 |
| ------------------------------ | ---------- | ---------------------- | ------------------ | ------------------------- | ----------- | ------------ | --- |
| 日本国債                       | 1959年2月  | ドル                   | 15                 | 5.5                       | 98.00       | 15           | ファースト・ボストン                                                                                                 |
| 日本国債                       | 同上       | ドル                   | 15                 | 4.5                       | 100-98.92   | 3-5          | 同上 |
| 日本電信電話公社 第1回         | 1961年4月  | ドル                   | 15                 | 6.0                       | 95.50       | 15           | ディロン・リード、ファースト・ボストン、スミス・バーニー                                                             |
| 同上                           | 同上       | ドル                   | 5                  | 5.0-5.25                  | 100.00      | 3-5          | 同上 |
| 日本開発銀行 第1回             | 1961年9月  | ドル                   | 15                 | 6.0                       | 95.50       | 15           | ファースト・ボストン、ディロン・リード、スミス・バーニー                                                             |
| 同上                           | 同上       | ドル                   | 5                  | 5.0-5.25                  | 100.00      | 3-5          | 同上 |
| 大阪府・大阪市 第1回           | 1962年2月  | マルク                 | 100                | 6.5                       | 96.50       | 15           | ドイツ銀行 |
| 日本開発銀行 第2回             | 1962年5月  | ドル                   | 17.5               | 6.0                       | 96.00       | 15           | ファースト・ボストン、ディロン・リード、スミス・バーニー                                                             |
| 日本電信電話公社 第2回         | 1962年9月  | ドル                   | 18.5               | 6.0                       | 96.00       | 15           | ディロン・リード、ファースト・ボストン、スミス・バーニー                                                             |
| 日本開発銀行 第3回             | 1963年1月  | ドル                   | 22.5               | 6.0                       | 96.50       | 15           | ファースト・ボストン、ディロン・リード、スミス・バーニー                                                             |
| 大阪府・大阪市 第2回           | 1963年3月  | マルク                 | 100                | 6.5                       | 98.50       | 15           | ドイツ銀行 |
| 日本国債                       | 1963年5月  | ドル                   | 27.5               | 5.5                       | 97.75       | 17           | ファースト・ボストン                                                                                                 |
| 日本電信電話公社 第3回         | 1963年7月  | ドル                   | 20                 | 5.75                      | 96.75       | 15           | ディロン・リード、ファースト・ボストン、スミス・バーニー                                                             |
| 日本国債                       | 1963年8月  | ドル                   | 5                  | 6.0                       | 96.00       | 25           | ウェストミンスター銀行など他7社                                                                                      |
| 大阪府・大阪市 第3回           | 1964年1月  | マルク                 | 100                | 6.5                       | 99.75       | 15           | ドイツ銀行 |
| 日本国債                       | 1964年3月  | スイスフラン           | 50                 | 5.5                       | 98.00       | 15           | スイス銀行コーポレイション、クレディ・スイス、UBS                                                                    |
| 東京都 第1回                   | 1964年4月  | ドル                   | 22.5               | 5.75                      | 96.50       | 15           | クーン・ローブ、SGウォーバーグ                                                                                       |
| 日本国債                       | 1964年6月  | マルク                 | 200                | 6.0                       | 99.00       | 15           | ドイツ銀行 |
| 日本開発銀行 第4回             | 1964年10月 | ドル                   | 20                 | 5.75                      | 98.00       | 15           | ファースト・ボストン、ディロン・リード、スミス・バーニー、N・M・ロスチャイルド&サンズ                                |
| 大阪府・大阪市 第4回           | 1965年1月  | マルク                 | 100                | 6.25                      | 99.00       | 15           | ドイツ銀行 |
| 日本電信電話公社 第4回         | 1965年4月  | ドル                   | 22.5               | 5.75                      | 97.25       | 15           | ディロン・リード、ファースト・ボストン、スミス・バーニー                                                             |
| 東京都 第2回                   | 1965年6月  | ドル                   | 20                 | 6.0                       | 95.25       | 15           | クーン・ローブ |
| 日本開発銀行 第5回             | 1965年11月 | ドル                   | 20                 | 6.5                       | 97.75       | 15           | ファースト・ボストン、ディロン・リード、スミス・バーニー                                                             |
| 日本国債                       | 1968年2月  | マルク                 | 100                | 7.0                       | 98.00       | 15           | ドイツ銀行 |
| 神戸市 第1回                   | 1968年6月  | マルク                 | 100                | 7.0                       | 99.50       | 15           | 同上 |
| 横浜市 第1回                   | 1968年8月  | マルク                 | 100                | 6.75                      | 99.00       | 15           | 同上 |
| 日本国債                       | 1968年9月  | スイスフラン           | 60                 | 5.5                       | 99.00       | 15           | クレディ・スイス、UBS、スイス銀行コーポレイション                                                                    |
| 神戸市 第2回                   | 1969年5月  | マルク                 | 100                | 6.75                      | 98.50       | 15           | ドイツ銀行 |
| 横浜市 第2回                   | 1969年9月  | マルク                 | 100                | 7.0                       | 96.50       | 15           | 同上 |
| 日本開発銀行 第6回             | 1970年5月  | スイスフラン           | 50                 | 6.75                      | 99.00       | 15           | UBS、スイス銀行コーポレーション、クレディ・スイス                                                                    |
| 神戸市 第3回                   | 1971年2月  | マルク                 | 100                | 7.75                      | 100.00      | 15           | ドイツ銀行 |
| 横浜市 第3回                   | 1971年8月  | マルク                 | 100                | 8.0                       | 100.00      | 15           | 同上 |
| 神戸市 第4回                   | 1972年5月  | マルク                 | 100                | 6.75                      | 99.50       | 15           | 同上 |
| 日本開発銀行 第7回             | 1975年3月  | ドル                   | 50                 | 8.5                       | 99.25       | 5            | ファースト・ボストン、ディロン・リード、スミス・バーニー、他                                                         |
| 日本電信電話公社 第5回         | 同上       | マルク                 | 100                | 8.75                      | 100.00      | 7            | ドイツ銀行 |
| 神戸市 第5回                   | 1975年5月  | マルク                 | 50                 | 8.25                      | 100.00      | 5            | 同上 |
| 日本電信電話公社 第6回         | 1975年6月  | マルク                 | 100                | 8.25                      | 99.00       | 7            | 同上 |
| 日本電信電話公社 第7回         | 1976年3月  | スイスフラン           | 80                 | 7.0                       | 99.50       | 15           | クレディ・スイス、UBS、スイス銀行コーポレイション                                                                    |
| 日本開発銀行 第8回             | 同上       | マルク                 | 100                | 7.25                      | 99.50       | 7            | ドイツ銀行 |
| 日本電信電話公社 第8回         | 1976年5月  | ドル                   | 100                | 7.875                     | 99.50       | 5            | ディロン・リード、ファースト・ボストン、スミス・バーニー、他                                                         |
| 神戸市 第6回                   | 1976年6月  | マルク                 | 100                | 7.5                       | 99.00       | 7            | ドイツ銀行 |
| 日本開発銀行 第9回             | 1976年7月  | ドル                   | 100                | 8.25                      | 99.80       | 5            | ファースト・ボストン、ディロン・リード、スミス・バーニー、他                                                         |
| 日本電信電話公社 第9回         | 同上       | スイスフラン           | 150                | 6.125                     | 100.00      | 7            | UBS |
| 日本電信電話公社 第10回        | 1976年10月 | マルク                 | 100                | 7.75                      | 100.50      | 7            | ドイツ銀行、東京銀行オランダ支店、コメルツ銀行、他                                                                   |
| 日本電信電話公社 第11回        | 1977年3月  | ドル                   | 100                | 7.625                     | 100.00      | 5            | ディロン・リード、ファースト・ボストン、スミス・バーニー、他                                                         |
| 同上                           | 同上       | ドル                   | 50                 | 8.125                     | 99.75       | 10           | 同上 |
| 日本電信電話公社 第12回        | 1977年6月  | スイスフラン           | 100                | 5.5                       | 99.25       | 15           | UBS、スイス銀行コーポレーション、クレディ・スイス                                                                    |
| 神戸市 第7回                   | 同上       | マルク                 | 100                | 6.5                       | 99.00       | 10           | ドイツ銀行、東京銀行オランダ支店、ドレスナー銀行、他                                                                 |
| 日本電信電話公社 第13回        | 同上       | ドル                   | 150                | 7.75                      | 100.00      | 7            | ディロン・リード、ファースト・ボストン、スミス・バーニー、他                                                         |
| 神戸市 第8回                   | 1978年7月  | マルク                 | 100                | 5.75                      | 100.25      | 8            | ドイツ銀行、東京銀行オランダ支店、ドレスナー銀行、他                                                                 |
| 日本電信電話公社 第14回        | 1979年1月  | マルク                 | 100                | 5.5                       | 99.50       | 8            | ドイツ銀行、東京銀行オランダ支店、コメルツ銀行、他                                                                   |
| 神戸市 第9回                   | 1979年9月  | マルク                 | 150                | 7.125                     | 100.25      | 10           | ドイツ銀行、東京銀行オランダ支店、ドレスナー銀行、他                                                                 |
| 日本電信電話公社 第15回        | 1979年10月 | スイスフラン           | 100                | 4.25                      | 100.00      | 10           | スイス銀行コーポレーション、UBS、クレディ・スイス                                                                    |
| 日本開発銀行 第10回            | 1980年2月  | スイスフラン           | 100                | 5.75                      | 100.00      | 10           | クレディ・スイス、UBS、スイス銀行コーポレイション                                                                    |
| 神戸市 第10回                  | 1980年6月  | マルク                 | 100                | 8.0                       | 100.00      | 10           | ドイツ銀行、東京銀行オランダ支店、ドレスナー銀行、他                                                                 |
| 日本電信電話公社 第16回        | 1980年7月  | スイスフラン           | 100                | 5.5                       | 100.00      | 10           | スイス銀行コーポレーション、UBS、クレディ・スイス                                                                    |
| 日本開発銀行 第11回            | 1980年9月  | マルク                 | 100                | 7.625                     | 100.00      | 7            | ドイツ銀行、東京銀行インターナショナル、大和銀行ヨーロッパ支店、他                                                   |
| 日本開発銀行 第12回            | 1980年10月 | スイスフラン           | 100                | 5.75                      | 99.50       | 10           | クレディ・スイス、スイス銀行コーポレーション、UBS                                                                    |
| 電源開発 第1回                 | 1980年11月 | スイスフラン           | 65                 | 5.75                      | 100.00      | 10           | UBS、クレディ・スイス、スイス銀行コーポレーション                                                                    |
| 日本開発銀行 第13回            | 1981年5月  | スイスフラン           | 100                | 6.75                      | 100.00      | 10           | スイス銀行コーポレーション、クレディ・スイス、UBS                                                                    |
| 日本電信電話公社 第17回        | 1981年6月  | スイスフラン           | 100                | 7.125                     | 100.00      | 10           | クレディ・スイス、UBS、スイス銀行コーポレイション                                                                    |
| 神戸市 第11回                  | 1981年7月  | スイスフラン           | 100                | 7.0                       | 100.50      | 10           | UBS、スイス銀行コーポレーション、クレディ・スイス                                                                    |
| 日本開発銀行 第14回            | 1981年9月  | スイスフラン           | 100                | 7.25                      | 100.00      | 4            | スイス銀行コーポレーション、東京銀行スイス支店、日本興業銀行スイス支店、他                                           |
| 日本開発銀行 第15回            | 1981年11月 | スイスフラン           | 100                | 7.75                      | 100.25      | 10           | クレディ・スイス、UBS、スイス銀行コーポレイション                                                                    |
| 電源開発 第2回                 | 1981年12月 | スイスフラン           | 100                | 6.75                      | 99.25       | 10           | スイス銀行コーポレーション、クレディ・スイス、UBS                                                                    |
| 日本電信電話公社 第18回        | 1982年1月  | スイスフラン           | 100                | 6.625                     | 100.00      | 10           | 同上 |
| 日本開発銀行 第16回            | 1982年2月  | ドル                   | 50                 | 15.5                      | 100.00      | 5            | パリバ、東京銀行インターナショナル、クレディ・スイス・ファースト・ボストン、他                                       |
| 日本開発銀行 第17回            | 同上       | スイスフラン           | 100                | 6.75                      | 99.50       | 10           | クレディ・スイス、UBS、スイス銀行コーポレイション                                                                    |
| 日本開発銀行 第18回            | 1982年3月  | ドル                   | 52.65              | 8.0                       | 100.00      | 5            | 野村証券インターナショナル、モルガン・グレンフェル                                                                   |
| 神戸市 第12回                  | 1982年5月  | スイスフラン           | 100                | 6.125                     | 100.25      | 10           | UBS、クレディ・スイス、スイス銀行コーポレーション                                                                    |
| 日本開発銀行 第19回            | 1982年6月  | スイスフラン           | 200                | 6.5                       | 100.00      | 6            | UBS、東京銀行スイス支店、日本興業銀行スイス支店、他                                                                  |
| 日本開発銀行 第20回            | 同上       | スイスフラン           | 100                | 6.0                       | 100.00      | 12           | スイス銀行コーポレーション、クレディ・スイス、UBS                                                                    |
| 日本電信電話公社 第19回        | 1982年7月  | スイスフラン           | 100                | 6.5                       | 99.25       | 10           | クレディ・スイス、UBS、スイス銀行コーポレイション                                                                    |
| 電源開発 第3回                 | 1982年9月  | スイスフラン           | 100                | 6.5                       | 100.50      | 10           | UBS、スイス銀行コーポレーション、クレディ・スイス                                                                    |
| 日本開発銀行 第21回            | 1982年10月 | スイスフラン           | 150                | 6.25                      | 99.75       | 5            | クレディ・スイス、東京銀行スイス支店、日本興業銀行ロンドン支店、他                                                   |
| 日本開発銀行 第22回            | 同上       | ドル                   | 75                 | 12.25                     | 100.00      | 7            | モルガン・グレンフェル、東京銀行インターナショナル、日本興業銀行ロンドン支店、他                                     |
| 東京都 第3回                   | 1982年11月 | スイスフラン           | 100                | 5.375                     | 100.00      | 10           | クレディ・スイス、UBS、スイス銀行コーポレイション                                                                    |
| 日本電信電話公社 第20回        | 1982年12月 | スイスフラン           | 100                | 5.25                      | 100.00      | 5            | スイス銀行コーポレイション、東京銀行スイス支店、大和銀行スイス支店、他                                               |
| 日本開発銀行 第23回            | 同上       | スイスフラン           | 100                | 5.25                      | 99.50       | 10           | UBS、スイス銀行コーポレーション、クレディ・スイス                                                                    |
| 日本電信電話公社 第21回        | 1983年2月  | ドル                   | 50                 | 10.125                    | 100.00      | 7            | モルガン・グレンフェル、東京銀行インターナショナル、クレディ・スイス・。ファースト・ボストン、他                     |
| 日本輸出入銀行 第1回           | 1983年2月  | スイスフラン           | 100                | 5.0                       | 100.00      | 10           | スイス銀行コーポレーション、クレディ・スイス、UBS                                                                    |
| 日本輸出入銀行 第2回           | 同上       | スイスフラン           | 150                | 4.875                     | 100.00      | 5            | UBS、東京銀行スイス支店、日本興業銀行スイス支店、他                                                                  |
| 日本開発銀行 第24回            | 1983年5月  | スイスフラン           | 100                | 5.375                     | 100.00      | 6            | スイス銀行コーポレイション、東京銀行スイス支店、大和銀行スイス支店、他                                               |
| 日本開発銀行 第25回            | 同上       | スイスフラン           | 100                | 5.50                      | 100.00      | 10           | クレディ・スイス、UBS、スイス銀行コーポレイション                                                                    |
| 神戸市 第13回                  | 1983年5月  | マルク                 | 120                | 7.0                       | 99.50       | 10           | ドイツ銀行、東京銀行インターナショナル、ドレスナー銀行、他                                                           |
| 日本輸出入銀行 第3回           | 同上       | スイスフラン           | 100                | 5.625                     | 100.00      | 8            | UBS、クレディ・スイス、スイス銀行コーポレーション                                                                    |
| 日本開発銀行 第26回            | 1983年6月  | マルク                 | 100                | 7.25                      | 100.00      | 7            | ドイツ銀行、東京銀行インターナショナル、クレディ・スイス・ファースト・ボストン、他                                   |
| 日本電信電話公社 第22回        | 1983年7月  | スイスフラン           | 150                | 5.50                      | 100.25      | 5            | UBS |
| 東京都 第4回                   | 1983年8月  | スイスフラン           | 100                | 5.75                      | 100.00      | 10           | クレディ・スイス、UBS、スイス銀行コーポレイション                                                                    |
| 日本開発銀行 第27回            | 1983年9月  | スイスフラン           | 150                | 5.75                      | 99.75       | 5            | UBS、東京銀行スイス支店、大和銀行スイス支店、他                                                                      |
| 日本開発銀行 第28回            | 同上       | スイスフラン           | 100                | 5.875                     | 100.00      | 10           | UBS、スイス銀行コーポレーション、クレディ・スイス                                                                    |
| 日本道路公団 第1回             | 1983年11月 | スイスフラン           | 100                | 5.625                     | 99.75       | 8            | スイス銀行コーポレーション、クレディ・スイス、UBS                                                                    |
| 日本電信電話公社 第23回        | 同上       | スイスフラン           | 100                | 5.75                      | 100.00      | 5            | クレディ・スイス、UBS、スイス銀行コーポレイション                                                                    |
| 日本輸出入銀行 第4回           | 1983年12月 | スイスフラン           | 100                | 5.625                     | 100.00      | 5            | スイス銀行コーポレイション、東京銀行スイス支店、日本興業銀行スイス支店、他                                           |
| 電源開発 第4回                 | 同上       | スイスフラン           | 100                | 5.625                     | 99.50       | 10           | UBS、スイス銀行コーポレーション、クレディ・スイス                                                                    |
| 日本開発銀行 第29回            | 1984年2月  | スイスフラン           | 100                | 5.50                      | 100.00      | 10           | スイス銀行コーポレーション、クレディ・スイス、UBS                                                                    |
| 日本電信電話公社 第24回        | 同上       | ドル                   | 100                | 11.375                    | 100.00      | 6            | パリバ、日本興業銀行ロンドン支店、東京銀行インターナショナル、他                                                     |
| 日本開発銀行 第30回            | 1984年3月  | ドル                   | 100                | 11.875                    | 99.424      | 7            | ファースト・ボストン、ソロモン・ブラザーズ、スミス・バーニー                                                         |
| 公営企業金融公庫 第1回         | 同上       | スイスフラン           | 100                | 5.50                      | 99.50       | 10           | クレディ・スイス、スイス銀行コーポレーション、UBS                                                                    |
| 日本道路公団 第2回             | 1984年5月  | スイスフラン           | 150                | 5.375                     | 99.50       | 8            | UBS、クレディ・スイス、スイス銀行コーポレーション                                                                    |
| 日本開発銀行 第31回            | 1984年6月  | スイスフラン           | 150                | 5.25                      | 100.00      | 5            | クレディ・スイス、東京銀行スイス支店、日本興業銀行スイス支店、他                                                     |
| 日本開発銀行 第32回            | 同上       | スイスフラン           | 100                | 5.25                      | 100.00      | 8            | スイス銀行コーポレーション、クレディ・スイス、UBS                                                                    |
| 日本輸出入銀行 第5回           | 同上       | ドル                   | 75                 | 13.25                     | 100.00      | 6            | モルガン・グレンフェル、日本長期信用銀行インターナショナル、パリバ、他                                               |
| 日本電信電話公社 第25回        | 1984年7月  | ドル                   | 150                | 13.35                     | 99.80       | 10           | ゴールドマン・サックス、ディロン・リード、ファースト・ボストン、他                                                   |
| 電源開発 第5回                 | 同上       | スイスフラン           | 100                | 5.75                      | 100.00      | 10           | クレディ・スイス、UBS、スイス銀行コーポレイション                                                                    |
| 公営企業金融公庫 第2回         | 同上       | マルク                 | 100                | 7.625                     | 100.00      | 10           | ドイツ銀行、日本興業銀行ルクセンブルク支店、東京銀行インターナショナル、他                                           |
| 東京都 第5回                   | 同上       | ドル                   | 50                 | 12.875                    | 100.00      | 10           | 日本興業銀行ロンドン支店、ゴールドマン・サックス・インターナショナル、東京銀行インターナショナル、他                 |
| 日本輸出入銀行 第6回           | 1984年8月  | スイスフラン           | 100                | 5.75                      | 100.00      | 8            | UBS、スイス銀行コーポレーション、クレディ・スイス                                                                    |
| 日本電信電話公社 第26回        | 同上       | ドル                   | 100                | 13.75                     | 99.75       | 7            | モルガン・グレンフェル、第一勧業銀行インターナショナル、野村証券インターナショナル、他                               |
| 公営企業金融公庫 第3回         | 1984年9月  | スイスフラン           | 100                | 5.625                     | 100.00      | 10           | スイス銀行コーポレーション、クレディ・スイス、UBS                                                                    |
| 日本道路公団 第3回             | 同上       | スイスフラン           | 150                | 5.50                      | 100.00      | 5            | UBS、東京銀行スイス支店、日本興業銀行スイス支店、他                                                                  |
| 日本電信電話公社 第27回        | 1984年10月 | スイスフラン           | 100                | 5.375                     | 99.50       | 15           | クレディ・スイス、UBS、スイス銀行コーポレイション                                                                    |
| 神戸市 第14回                  | 1984年11月 | スイスフラン           | 100                | 5.75                      | 100.00      | 10           | UBS、クレディ・スイス、スイス銀行コーポレーション                                                                    |
| 日本開発銀行 第33回            | 同上       | ドル                   | 100                | 11.625                    | 99.807      | 7            | ファースト・ボストン、メリルリンチ、ソロモン・ブラザーズ                                                             |
| 東京都 第6回                   | 1984年12月 | スイスフラン           | 80                 | 5.25                      | 99.50       | 10           | スイス銀行コーポレーション、クレディ・スイス、UBS                                                                    |
| 日本電信電話公社 第28回        | 1985年2月  | ドル                   | 100                | 10.625                    | 100.00      | 7            | パリバインターナショナル、富士銀行インターナショナルファイナンス、東京銀行インターナショナル、他                     |
| 中小企業金融公庫 第1回         | 同上       | スイスフラン           | 100                | 5.50                      | 100.00      | 10           | クレディ・スイス、UBS、スイス銀行コーポレイション                                                                    |
| 日本開発銀行 第34回            | 1985年3月  | ドル                   | 50                 | 10.625                    | 100.00      | 7            | 東京銀行インターナショナル、モルガン・グレンフェル、パリバ、他                                                       |
| 日本開発銀行 第35回            | 1985年5月  | スイスフラン           | 100                | 5.50                      | 99.50       | 10           | UBS |
| 電源開発 第6回                 | 1985年6月  | スイスフラン           | 100                | 5.375                     | 99.50       | 10           | スイス銀行コーポレイション                                                                                           |
| 日本道路公団 第4回             | 同上       | スイスフラン           | 150                | 5.375                     | 100.00      | 5            | クレディ・スイス、Volksbank スイス支店、バンク・ロイ、他                                                             |
| 日本輸出入銀行 第7回           | 同上       | ドル                   | 100                | 10.375                    | 100.375     | 10           | ソロモン・ブラザーズ・インターナショナル、日本債券信用銀行香港支店、東京銀行インターナショナル、他                   |
| 公営企業金融公庫 第4回         | 1985年7月  | スイスフラン           | 100                | 5.50                      | 100.25      | 10           | クレディ・スイス |
| 東京都 第7回                   | 1985年8月  | スイスフラン           | 100                | 5.375                     | 100.00      | 8            | UBS |
| 日本開発銀行 第36回            | 1985年9月  | ドル                   | 100                | 10.00                     | 101.75      | 7            | 日本債券信用銀行インターナショナル、クレディ・スイス・ファースト・ボストン、東京銀行インターナショナル、他           |
| 日本道路公団 第5回             | 1985年10月 | スイスフラン           | 200                | 5.25                      | 100.00      | 10           | スイス銀行コーポレイション                                                                                           |
| 公営企業金融公庫 第5回         | 同上       | ドル                   | 100                | 10.50                     | 100.50      | 10           | 日本興業銀行ロンドン支店、モルガン・グレンフェル、ソロモン・ブラザーズ・インターナショナル、他                       |
| 横浜市 第4回                   | 1985年11月 | スイスフラン           | 100                | 5.375                     | 99.75       | 10           | クレディ・スイス、東京銀行スイス支店、日本興業銀行スイス支店、他                                                     |
| 日本開発銀行 第37回            | 同上       | ドル                   | 200                | 9.70                      | 99.846      | 7            | ファースト・ボストン、メリルリンチ、ソロモン・ブラザーズ、他                                                         |
| 東京都 第8回                   | 同上       | ドル                   | 100                | 10.125                    | 101.00      | 10           | パリバ、富士銀行インターナショナルファイナンス、日本興業銀行ロンドン支店、他                                         |
| 中小企業金融公庫 第2回         | 同上       | スイスフラン           | 100                | 5.375                     | 100.00      | 12           | UBS |
| 公営企業金融公庫 第6回         | 1985年12月 | マルク                 | 100                | 6.375                     | 99.75       | 7            | ドイツ銀行、東京銀行ドイツ支店、クレディ・スイス・ファースト・ボストン、他                                           |
| 日本開発銀行 第38回            | 1986年3月  | ドル                   | 50                 | 8.50                      | 101.00      | 10           | 日本興業銀行ロンドン支店、モルガン・グレンフェル、東京銀行インターナショナル、他                                     |
| 日本輸出入銀行 第8回           | 1986年5月  | ドル                   | 200                | 8.00                      | 100.625     | 14           | ソロモン・ブラザーズ・インターナショナル、東京銀行インターナショナル、モルガン・グレンフェル、他                     |
| 公営企業金融公庫 第7回         | 同上       | ドル                   | 120                | 7.625                     | 101.625     | 10           | 東京銀行インターナショナル、SGウォーバーグ、パリバ、他                                                               |
| 中小企業金融公庫 第3回         | 同上       | スイスフラン           | 100                | 4.50                      | 99.625      | 5            | UBS、東京銀行スイス支店、日本興業銀行スイス支店、他                                                                  |
| 日本道路公団 第6回             | 同上       | ドル                   | 130                | 7.625                     | 100.875     | 10           | クレディ・スイス・ファースト・ボストン、シティ・コープ、太陽神戸銀行インターナショナル、他                           |
| 日本開発銀行 第39回            | 1986年7月  | スイスフラン           | 100                | 5.125                     | 100.00      | 11           | スイス銀行コーポレイション                                                                                           |
| 東京都 第9回                   | 1986年9月  | スイスフラン           | 100                | 5.125                     | 99.75       | 20           | 同上 |
| 電源開発 第7回                 | 1986年10月 | スイスフラン           | 100                | 4.625                     | 99.75       | 10           | UBS |
| 公営企業金融公庫 第8回         | 同上       | スイスフラン           | 100                | 4.875                     | 100.00      | 12           | 同上 |
| 日本道路公団 第7回             | 同上       | スイスフラン           | 200                | 4.75                      | 100.00      | 10           | パリバ、東京銀行、日本興業銀行いずれもスイス支店 他                                                                  |
| 東京都 第10回                  | 1986年11月 | ドル                   | 200                | 8.25                      | 101.50      | 10           | パリバ、富士銀行IF、日本興業銀行ロンドン支店、他                                                                     |
| 中小企業金融公庫 第4回         | 同上       | スイスフラン           | 100                | 4.625                     | 100.25      | 8            | スイス銀行コーポレイション                                                                                           |
| 横浜市 第5回                   | 1986年12月 | スイスフラン           | 100                | 4.75                      | 100.00      | 10           | スイス銀行コーポレイション、東京銀行スイス支店、横浜銀行スイス支店                                                   |
| 公営企業金融公庫 第9回         | 1987年2月  | マルク                 | 100                | 5.75                      | 99.50       | 10           | ドイツ銀行、日本興業銀行ドイツ支店、他                                                                               |
| 神戸市 第15回                  | 同上       | スイスフラン           | 100                | 4.50                      | 100.25      | 10           | クレディ・スイス |
| 日本輸出入銀行 第9回           | 1987年3月  | ドル                   | 100                | 7.50                      | 99.80       | 10           | ソロモン・ブラザーズ、ファースト・ボストン、ゴールドマン・サックス、他                                               |
| 東京都 第11回                  | 同上       | ドル                   | 100                | 7.50                      | 99.515      | 10           | ファースト・ボストン、ゴールドマン・サックス、メリルリンチ、他                                                       |
| 日本開発銀行 第40回            | 1987年5月  | ドル                   | 150                | 8.00                      | 101.25      | 7            | 東京銀行インターナショナル、ソロモン・ブラザーズ・インターナショナル、パリバ、他                                     |
| 日本道路公団 第8回             | 1987年7月  | 欧州通貨単位           | 120                | 7.375                     | 101.125     | 7            | 東京銀行インターナショナル、クレディ・コマーシャル・ド・フランス（CCF）、BNP、他                                     |
| 神戸市 第16回                  | 1987年9月  | スイスフラン           | 100                | 4.75                      | 99.50       | 12           | UBS、スイス銀行コーポレイション、クレディ・スイス、他                                                                |
| 公営企業金融公庫 第10回        | 同上       | スイスフラン           | 100                | 5.00                      | 99.75       | 14           | スイス銀行コーポレイション、クレディ・スイス、UBS、他                                                                |
| 東京都 第12回                  | 1987年10月 | ドル                   | 150                | 10.375                    | 100.00      | 10           | ファースト・ボストン、ゴールドマン・サックス、メリルリンチ                                                           |
| 日本輸出入銀行 第10回          | 同上       | ドル                   | 250                | 10.125                    | 99.45       | 10           | ゴールドマン・サックス、ファースト・ボストン、メリルリンチ                                                           |
| 大阪府 第5回                   | 1987年11月 | ドル                   | 120                | 10.375                    | 101.25      | 7            | 東京銀行キャピタルマネジメント、大和銀行キャピタルマネジメント、モルガン・グレンフェル、他                           |
| 横浜市 第6回                   | 1987年12月 | スイスフラン           | 100                | 5.00                      | 100.25      | 10           | クレディ・スイス、スイス銀行コーポレイション、UBS、他                                                                |
| 東京都 第13回                  | 1988年1月  | ドル                   | 200                | 9.50                      | 101.50      | 5            | 日本興業銀行ロンドン支店、パリバ、富士銀行IF                                                                         |
| 日本道路公団 第9回             | 1988年2月  | スイスフラン           | 200                | 4.375                     | 99.50       | 10           | パリバ、東京銀行、日本興業銀行いずれもスイス支店 他                                                                  |
| 公営企業金融公庫 第11回        | 同上       | マルク                 | 100                | 5.50                      | 100.00      | 7            | ドイツ銀行 東京銀行ドイツ支店、ドレスナー銀行、他                                                                    |
| 公営企業金融公庫 第12回        | 1988年3月  | ドル                   | 150                | 9.25                      | 101.25      | 7            | 日本興業銀行ロンドンシテン、ゴールドマン・サックス・インターナショナル、モルガン・スタンレー・インベストメント、他   |
| 日本開発銀行 第42回            | 1988年4月  | マルク                 | 300                | 5.375                     | 101.25      | 7            | ドイツ銀行、東京銀行ドイツ支店、コメルツ銀行、他                                                                     |
| 日本輸出入銀行 第11回          | 同上       | ドル                   | 150                | 9.00                      | 99.075      | 10           | モルガン・スタンレー、ファースト・ボストン、ゴールドマン・サックス、他                                               |
| 東京都 第14回                  | 1988年5月  | スイスフラン           | 100                | 3.875                     | 100.25      | 5            | スイス銀行コーポレイション、クレディ・スイス、UBS、他                                                                |
| 公営企業金融公庫 第13回        | 1988年6月  | スイスフラン           | 100                | 4.625                     | 100.75      | 12           | UBS、東京銀行スイス支店、日本興業銀行スイス支店、他                                                                  |
| 日本道路公団 第10回            | 同上       | マルク                 | 250                | 5.75                      | 100.75      | 12           | 日本興業銀行ドイツ支店、東京銀行ドイツ支店、ドイツ銀行、他                                                           |
| 神戸市 第17回                  | 1988年7月  | スイスフラン           | 150                | 4.625                     | 100.375     | 10           | UBS、クレディ・スイス、スイス銀行コーポレイション、他                                                                |
| 日本開発銀行 第43回            | 同上       | ポンド                 | 100                | 9.25                      | 101.625     | 5            | ウォーバーグ、日本興業銀行ロンドン支店、日本長期信用銀行インターナショナル、他                                       |
| 東京都 第15回                  | 同上       | ドル                   | 200                | 9.375                     | 101.50      | 5            | 日本興業銀行ロンドン支店、富士銀行IF、JPモルガン、他                                                                 |
| 大阪府 第6回                   | 1988年8月  | ドル                   | 140                | 9.375                     | 101.50      | 5            | 東京銀行キャピタルマネジメント、大和銀行キャピタルマネジメント、JPモルガン、他                                       |
| 公営企業金融公庫 第14回        | 1988年9月  | ドル                   | 150                | 9.25                      | 99.36       | 10           | ゴールドマン・サックス、ファースト・ボストン、モルガン・スタンレー、他                                               |
| 電源開発 第8回                 | 同上       | マルク                 | 120                | 6.00                      | 101.25      | 7            | 西ドイツランデスバンク、東京銀行ドイツ支店、日本興業銀行ドイツ支店、他                                               |
| 東京都 第16回                  | 1988年10月 | ドル                   | 175                | 9.25                      | 99.875      | 10           | ゴールドマン・サックス、ファースト・ボストン、メリルリンチ、他                                                       |
| 日本開発銀行 第44回            | 同上       | ドル                   | 200                | 9.625                     | 101.625     | 5            | 東京銀行キャピタルマネジメント、メリルリンチ、JPモルガン、他                                                         |
| 日本開発銀行 第45回            | 1988年11月 | ドル                   | 200                | 9.375                     | 101.00      | 7            | 日本興業銀行ロンドン支店、クレディ・スイス・ファースト・ボストン、ゴールドマン・サックス・インベストメント、他       |
| 横浜市 第7回                   | 1988年12月 | ドル                   | 100                | 4.50                      | 100.00      | 10           | スイス銀行コーポレイション、クレディ・スイス、UBS、他                                                                |
| 日本道路公団 第11回            | 1989年1月  | ドル                   | 180                | 9.625                     | 101.60      | 7            | 東京銀行キャピタルマネジメント、JPモルガン、日本興業銀行ロンドン支店、他                                             |
| 日本開発銀行 第46回            | 同上       | スイスフラン           | 200                | 4.75                      | 101.625     | 8            | UBS、クレディ・スイス、スイス銀行コーポレイション、他                                                                |
| 公営企業金融公庫 第15回        | 1989年2月  | ドル                   | 150                | 9.875                     | 101.625     | 7            | 東京銀行キャピタルマネジメント、ソロモン・ブラザーズ・インベストメント、パリバ、他                                   |
| 日本輸出入銀行 第12回          | 1989年3月  | ドル                   | 250                | 9.50                      | 101.75      | 10           | 野村証券インターナショナル、日本興業銀行ロンドン支店、大和銀行ヨーロッパ支店、他                                     |
| 日本開発銀行 第47回            | 1989年5月  | ドル                   | 200                | 10.00                     | 101.25      | 7            | 日本長期信用銀行インターナショナル、メリルリンチ、JPモルガン、他                                                     |
| 公営企業金融公庫 第16回        | 同上       | ドル                   | 150                | 9.875                     | 101.50      | 10           | 日本興業銀行ロンドン支店、メリルリンチ、東京銀行キャピタルマネジメント、他                                           |
| 日本輸出入銀行 第13回          | 同上       | ドル                   | 200                | 9.75                      | 101.55      | 10           | 東京銀行キャピタルマネジメント、パリバ、JPモルガン、他                                                               |
| 東京都 第17回                  | 1989年6月  | ドル                   | 200                | 9.25                      | 101.625     | 5            | 日本興業銀行ロンドン支店、富士銀行IF、メリルリンチ、他                                                               |
| 日本道路公団 第12回            | 1989年7月  | 欧州通貨単位           | 150                | 9.125                     | 101.65      | 7            | 日本長期信用銀行、クレディ・リヨネ、クレディ・コマーシャル・ド・フランス、他                                         |
| 神戸市 第18回                  | 1989年8月  | ドル                   | 150                | 8.875                     | 101.60      | 10           | 東京銀行キャピタルマネジメント、太陽神戸銀行、Prudential Bache（現ワコビア）、他                                     |
| 日本開発銀行 第48回            | 同上       | ドル                   | 200                | 8.75                      | 101.575     | 5            | 東京銀行キャピタルマネジメント、三菱FI、シアーソン・リーマン、他                                                     |
| 大阪府 第7回                   | 同上       | ドル                   | 140                | 8.5                       | 101.70      | 5            | 東京銀行キャピタルマネジメント、大和銀行キャピタルマネジメント、メリルリンチ、他                                     |
| 日本輸出入銀行 第14回          | 1989年9月  | ドル                   | 200                | 8.625                     | 101.20      | 10           | パリバ、三菱銀行FI、日本興業銀行ロンドン支店、他                                                                     |
| 公営企業金融公庫 第17回        | 同上       | マルク                 | 150                | 6.875                     | 101.75      | 10           | ドイツ銀行、日本興業銀行ロドイツ支店、東京銀行ドイツ支店、他                                                         |
| 電源開発 第9回                 | 同上       | 欧州通貨単位           | 65                 | 8.625                     | 101.375     | 7            | 西ドイツランデスバンク、日本興業銀行ロンドン支店、東京銀行キャピタルマネジメント、他                                 |
| 日本開発銀行 第49回            | 1989年10月 | 欧州通貨単位           | 200                | 8.625                     | 101.375     | 8            | クレディ・リヨネ、日本長期信用銀行、バンク・ブリュッセル・ランベール、他                                             |
| 東京都 第18回                  | 同上       | ドル                   | 175                | 8.7                       | 99.90       | 10           | ゴールドマン・サックス、ファースト・ボストン、メリルリンチ、他                                                       |
| 関西国際空港 第1回             | 同上       | ドル                   | 150                | 9                         | 101.375     | 7            | 日本興業銀行ロンドン支店、JPモルガン、東京銀行キャピタルマネジメント、他                                             |
| 日本道路公団 第13回            | 1989年11月 | ドル                   | 180                | 8.875                     | 101.125     | 7            | 日本興業銀行ロンドン支店、メリルリンチ、東京銀行キャピタルマネジメント、他                                           |
| 日本開発銀行 第50回            | 同上       | ドル                   | 200                | 8.625                     | 101.375     | 7            | 日本興業銀行ロンドン支店、JPモルガン、UBSフィリップス&ドロー、他                                                     |
| 日本輸出入銀行 第15回          | 1989年12月 | ドル                   | 150                | 8.35                      | 100         | 10           | ファースト・ボストン、ゴールドマン・サックス、JPモルガン、他                                                         |
| 横浜市 第8回                   | 同上       | スイスフラン           | 110                | 6.25                      | 101.5       | 10           | パリバ、東京銀行、横浜銀行、他                                                                                       |
| 日本開発銀行 第51回            | 1990年2月  | ドル                   | 150                | 8.625                     | 101.5       | 5            | 三菱銀行FI、メリルリンチ、モルガン・スタンレー・インベストメント、他                                                 |
| 公営企業金融公庫 第18回        | 1990年3月  | ドル                   | 150                | 9.125                     | 99.709      | 10           | クレディ・スイス・ファースト・ボストン、大和銀行、ゴールドマン・サックス、他                                         |
| 公営企業金融公庫 第19回        | 1990年5月  | ドル                   | 150                | 9.75                      | 101.25      | 10           | 東京銀行キャピタルマネジメント、ゴールドマン・サックス・インベストメント、バンク・ブリュッセル・ランベール、他       |
| 日本開発銀行 第52回            | 1990年6月  | ドル                   | 150                | 9.5                       | 101.70      | 7            | 日本長期信用銀行、モルガン・スタンレー・インベストメント、メリルリンチ、他                                           |
| 日本道路公団 第14回            | 同上       | ドル                   | 200                | 9.375                     | 101.25      | 10           | 日本興業銀行ロンドン支店、ドイツ銀行キャピタルマネジメント、UBSフィリップス&ドロー、他                               |
| 日本輸出入銀行 第16回          | 同上       | ドル                   | 200                | 9.5                       | 101.5       | 10           | 日本興業銀行ロンドン支店、東京銀行キャピタルマネジメント、パリバ、他                                                 |
| 日本開発銀行 第53回            | 1990年7月  | カナダドル             | 150                | 12.125                    | 101.55      | 5            | 日本興業銀行ロンドン支店、パリバ、UBSフィリップス&ドロー、他                                                         |
| 電源開発 第10回                | 同上       | 欧州通貨単位           | 100                | 10.5                      | 101.625     | 5            | 日本興業銀行ロンドン支店、太神三井、JPモルガン、他                                                                   |
| 東京都 第19回                  | 同上       | ドル                   | 175                | 9.125                     | 101.8       | 5            | 日本興業銀行ロンドン支店、富士銀行IF、JPモルガン、他                                                                 |
| 日本開発銀行 第54回            | 同上       | 欧州通貨単位           | 200                | 10.5                      | 101.8       | 5            | クレディ・リヨネ、三和銀行、バンク・ブリュッセル・ランベール、他                                                     |
| 神戸市 第19回                  | 1990年8月  | ドル                   | 150                | 9.25                      | 101.7       | 10           | 東京銀行キャピタルマネジメント、太神三井、JPモルガン、他                                                             |
| 関西国際空港 第2回             | 1990年9月  | ドル                   | 170                | 9.5                       | 101.85      | 7            | 東京銀行キャピタルマネジメント、クレディ・スイス・ファースト・ボストン、JPモルガン、他                               |
| 公営企業金融公庫 第20回        | 1990年10月 | ドル                   | 150                | 9.125                     | 99.516      | 10           | モルガン・スタンレー、ゴールドマン・サックス、クレディ・スイス・ファースト・ボストン、他                             |
| 日本輸出入銀行 第17回          | 同上       | 欧州通貨単位           | 200                | 5                         | 101.625     | 5            | パリバ、クレディ・リヨネ、日本興業銀行ロンドン支店、他                                                               |
| 横浜市 第9回                   | 同上       | スイスフラン           | 100                | 7.25                      | 101.75      | 10           | パリバ、横浜銀行、東京銀行、他                                                                                       |
| 日本道路公団 第15回            | 1990年11月 | ドル                   | 190                | 9.5                       | 101.625     | 10           | 日本長期信用銀行、パリバ、UBSフィリップス&ドロー、他                                                                 |
| 中小企業金融公庫 第5回         | 同上       | スイスフラン           | 120                | 7.5                       | 101         | 5            | スイス銀行コーポレイション、日本興業銀行スイス支店、クレディ・スイス、他                                             |
| 日本開発銀行 第55回            | 同上       | ドル                   | 200                | 9.25                      | 100         | 7            | JPモルガン、クレディ・スイス・ファースト・ボストン、日本興業銀行ロンドン支店、他                                     |
| 北海道東北開発公庫 第1回       | 1990年12月 | スイスフラン           | 100                | 7.25                      | 101.5       | 10           | パリバ、太神三井、東京銀行、他                                                                                       |
| 公営企業金融公庫 第21回        | 1990/12    | スイスフラン           | 150                | 7.375                     | 101.875     | 10           | UBS、クレディ・スイス、スイス銀行コーポレーション、他                                                                |
| 日本輸出入銀行 第18回          | 1991/1     | ドル                   | 300                | 8.5                       | 100         | 5            | 日本興業銀行ロンドン支店、ゴールドマン・サックス、クレディ・スイス・ファースト・ボストン、他                         |
| 日本開発銀行 第56回            | 1991/2     | ドル                   | 500                | 8.375                     | 99.09       | 10           | メリルリンチ、東京銀行CM、ドイツ銀行、他                                                                             |
| 日本輸出入銀行 第19回          | 1991/2     | ドル                   | 250                | 8.375                     | 99.52       | 10           | 野村証券、クレディ・スイス・ファースト・ボストン、ゴールドマン・サックス、他                                         |
| 日本輸出入銀行 第20回          | 1991/5     | ポンド                 | 150                | 10.75                     | 99.37       | 10           | ウォーバーグ、バークレイズ、クレディ・スイス・ファースト・ボストン、他                                               |
| 公営企業金融公庫 第22回        | 1991/5     | ドル                   | 150                | 8.5                       | 99.25       | 10           | 日本興業銀行ロンドン支店、東京銀行CM、クレディ・スイス・ファースト・ボストン、他                                     |
| 日本輸出入銀行 第21回          | 1991/6     | ドル                   | 250                | 8.75                      | 99.86       | 10           | 日本長期信用銀行、クレディ・スイス・ファースト・ボストン、ドイツ銀行、他                                             |
| 日本道路公団 第16回            | 1991/6     | ドル                   | 300                | 8.625                     | 99.34       | 10           | 日本興業銀行ロンドン支店、東京銀行CM、クレディ・スイス・ファースト・ボストン、他                                     |
| 関西国際空港                   | 1991/7     | ドル                   | 270                | 8.5                       | 99.92       | 7            | 日本興業銀行ロンドン支店、クレディ・スイス・ファースト・ボストン、ゴールドマン・サックス、他                         |
| 東京都                         | 1991/7     | ドル                   | 200                | 8.650                     | 99.703      | 10           | ゴールドマン・サックス、ファースト・ボストン、メリルリンチ、他                                                       |
| 神戸市                         | 1991/7     | スイスフラン           | 240                | 6.375                     | 101.25      | 10           | UBS、クレディ・スイス・ファースト・ボストン、スイス銀行コーポレイション、他                                          |
| 公営企業金融公庫               | 1991/7     | ドル                   | 150                | 8.7                       | 99..875     | 10           | ゴールドマン・サックス、ファースト・ボストン、シアーソン・リーマン、他                                               |
| 北海道東北開発公庫             | 1991/8     | スイスフラン           | 220                | 6.5                       | 101.50      | 10           | パリバ、東京銀行スイス支店、日本興業銀行スイス支店、他                                                               |
| 日本開発銀行                   | 1991/9     | 円                     | 120000             | 6.5                       | 99.45       | 10           | 日本興業銀行ロンドン支店、大和銀行イギリス支店、JPモルガン、他                                                       |
| 電源開発                       | 1991/9     | カナダドル             | 150                | 10.375                    | 101.075     | 10           | 日本興業銀行ロンドン支店、Wood Gundy（カナダロイヤル銀行グループ）、ゴールドマン・サックス、他                       |
| 公営企業金融公庫               | 1991/10    | マルク                 | 100                | 8.5                       | 102.45      | 10           | ドイツ銀行、東京銀行ドイツ支店、バンク・ブリュッセル・ランベール、他                                                 |
| 東京都                         | 1991/10    | スイスフラン           | 100                | 7                         | 101.50      | 5            | 日本興業銀行スイス支店、フォルクスバンクスイス支店、バンク・ロイ、他                                                 |
| 日本道路公団                   | 1991/10    | 欧州通貨単位           | 140                | 8.875                     | 101.175     | 7            | 東京銀行CM、パリバ、クレディ・リヨネ、他                                                                             |
| 日本輸出入銀行                 | 1991/10    | 欧州通貨単位           | 250                | 9                         | 101.565     | 5            | パリバ、東京銀行CM、クレディ・コマーシャル・ド・フランス、他                                                         |
| 中小企業金融公庫               | 1991/11    | スイスフラン           | 120                | 7                         | 101.75      | 5            | UBS、クレディ・スイス、スイス銀行コーポレーション、他                                                                |
| 横浜市                         | 1991/11    | ドル                   | 200                | 8                         | 99.20       | 10           | 東京銀行CM、横浜銀行インターナショナル、クレディ・スイス・ファースト・ボストン、他                                   |
| 公営企業金融公庫               | 1991/11    | スイスフラン           | 160                | 7                         | 101.875     | 7            | スイス銀行コーポレーション、クレディ・スイス、UBS、他                                                                |
| 日本輸出入銀行                 | 1991/12    | カナダドル             | 300                | 8.5                       | 101.40      | 6            | UBSフィリップス&ドロー、ドイツ銀行、ゴールドマン・サックス、他                                                       |
| 公営企業金融公庫               | 1992/5     | ドル                   | 200                | 8                         | 99.95 (FRP) | 10           | 東京銀行CM、クレディ・スイス・ファースト・ボストン、ドイツ銀行、他                                                   |
| 日本輸出入銀行                 | 1992/5     | ドル                   | 500                | 8                         | 100         | 10           | 日本興業銀行ロンドン支店、東京銀行CM、クレディ・スイス・ファースト・ボストン、他                                     |
| 電源開発                       | 1992/6     | カナダドル             | 225                | 8.75                      | 101.355     | 5            | 日本興業銀行ロンドン支店、東京銀行CM、第一勧業銀行インターナショナル、他                                             |
| 公営企業金融公庫               | 1992/7     | マルク                 | 100                | 8.25                      | 102.125     | 7            | ドイツ銀行、日本興業銀行ドイツ支店、バンク・ブリュッセル・ランベール、他                                             |
| 横浜市                         | 1992/8     | ドル                   | 130                | 7.375                     | 101.615     | 10           | 東京銀行CM、横浜銀行、モルガン・スタンレー、他                                                                       |
| 北海道東北開発公庫             | 1992/8     | マルク                 | 200                | 8.4                       | 102.40      | 7            | ドイツ銀行、さくら銀行、東京銀行ドイツ支店、他                                                                       |
| 神戸市                         | 1992/8     | ドル                   | 210                | 7.5                       | 99.40       | 10           | 東京銀行CM、さくら銀行、ドイツ銀行、他                                                                               |
| 公営企業金融公庫               | 1992/9     | スイスフラン           | 150                | 7.125                     | 102.5       | 10           | フォルクスバンクスイス支店、日本興業銀行スイス支店、東京銀行スイス支店、他                                           |
| 日本道路公団                   | 1992/9     | カナダドル             | 300                | 7.875                     | 101.495     | 10           | 日本興業銀行ロンドン支店、Scotia McLeod、クレディ・スイス・ファースト・ボストン、他                                  |
| 日本開発銀行                   | 1992/10    | 円                     | 100000             | 5                         | 99.5        | 7            | 野村証券、日本興業銀行ロンドン支店、大和銀行、他                                                                     |
| 日本輸出入銀行                 | 1992/10    | カナダドル             | 350                | 7.75                      | 101.225     | 10           | スイス銀行コーポレイション、ゴールドマン・サックス、日本興業銀行ロンドン支店、他                                     |
| 関西国際空港                   | 1992/10    | ドル                   | 200                | 6.25                      | 99.80       | 7            | 東京銀行CM、クレディ・スイス・ファースト・ボストン、ゴールドマン・サックス、他                                       |
| 日本開発銀行                   | 1992/12    | ドル                   | 300                | 6.875                     | 99.69       | 7            | 日本長期信用銀行、ドイツ銀行、日本興業銀行ロンドン支店、他                                                           |
| 日本輸出入銀行                 | 1993/2     | ドル                   | 400                | 6.75                      | 99.92       | 7            | ゴールドマン・サックス、野村証券、パリバ、他                                                                         |
| 東京都                         | 1993/2     | マルク                 | 380                | 7.375                     | 101.625     | 10           | 日本興業銀行ドイツ支店、ドイツ銀行、ドレスナー銀行、他                                                               |
| 公営企業金融公庫               | 1993/3     | カナダドル             | 170                | 8.5                       | 101.375     | 10           | 日本興業銀行ロンドン支店、スコシア・マックロード、東京銀行CM、他                                                     |
| 中小企業金融公庫               | 1993/3     | スイスフラン           | 350                | 5                         | 102.5       | 7            | クレディ・スイス、スイス銀行コーポレイション、Geneva Group、他                                                       |
| 日本道路公団                   | 1993/3     | ドル                   | 200                | 5.875                     | 99.352      | 7            | 日本長期信用銀行、パリバ、ドイツ銀行、他                                                                             |
| 日本開発銀行                   | 1993/3     | ペセタ                 | 10000              | 11.2                      | 101.36      | 5            | 東京銀行スペイン支店、ビルバオ・ビスカヤ・アルヘンタリア銀行、日本興業銀行スペイン支店、他                           |
| 公営企業金融公庫               | 1993/5     | ドル                   | 250                | 6.25                      | 99.82       | 10           | 東京銀行CM、クレディ・スイス・ファースト・ボストン、ドイツ銀行、他                                                   |
| 日本輸出入銀行                 | 1993/5     | ドル                   | 300                | 6.25                      | 98.692      | 12           | メリルリンチ、日本興業銀行ロンドン支店、パリバ、他                                                                   |
| 関西国際空港                   | 1993/7     | カナダドル             | 200                | 8                         | 101.255     | 10           | 日本興業銀行ロンドン支店、ゴールドマン・サックス、JPモルガン、他                                                     |
| 公営企業金融公庫               | 1993/7     | スイスフラン           | 150                | 4.75                      | 101         | 10           | スイス銀行コーポレイション、クレディ・スイス、UBS、他                                                                |
| 神戸市                         | 1993/7     | ドル                   | 240                | 6.375                     | 99.62       | 10           | 東京銀行CM、さくら銀行、ドイツ銀行、他                                                                               |
| 横浜市                         | 1993/7     | ドル                   | 190                | 6.25                      | 101.185     | 10           | 東京銀行CM、横浜銀行、クレディ・スイス・ファースト・ボストン、他                                                     |
| 北海道東北開発公庫             | 1993/8     | スイスフラン           | 150                | 4.5                       | 102.5       | 10           | UBS、クレディ・スイス、スイス銀行コーポレーション、他                                                                |
| 日本道路公団                   | 1993/9     | スイスフラン           | 450                | 4.5                       | 102.25      | 10           | 日本興業銀行スイス支店、UBS、クレディ・スイス、他                                                                    |
| 日本輸出入銀行                 | 1993/10    | 円                     | 75000              | 4.375                     | 99.73       | 10           | 野村証券、日本興業銀行ロンドン支店、三菱FI、他                                                                       |
| 東京都                         | 1993/10    | ドル                   | 240                | 5.5                       | 99.34       | 10           | 日本興業銀行ロンドン支店、富士IF、ゴールドマン・サックス、他                                                         |
| 公営企業金融公庫               | 1993/10    | マルク                 | 150                | 6.125                     | 101.525     | 10           | 東京銀行ドイツ支店、ドイツ銀行、コメルツ銀行、他                                                                     |
| 日本開発銀行                   | 1993/10    | ポンド                 | 200                | 7                         | 99.69       | 7            | ウォーバーグ、JPモルガン、Samuel Montagu & Co.、他                                                                   |
| 中小企業金融公庫               | 1993/11    | スイスフラン           | 200                | 4.125                     | 102.875     | 7            | スイス銀行コーポレイション、クレディ・スイス、UBS、他                                                                |
| 東京湾横断道路                 | 1993/11    | ドル                   | 200                | 5.75                      | 99.425      | 10           | 日本興業銀行ロンドン支店、東京銀行CM、ドイツ銀行、他                                                                 |
| 電源開発                       | 1993/12    | フランスフラン         | 1100               | 6                         | 101.575     | 7            | パリバ、日本興業銀行パリ支店、野村証券、他                                                                           |
| 日本輸出入銀行                 | 1993/12    | マルク                 | 600                | 5.875                     | 101.46      | 10           | 日本興業銀行ドイツ支店、ドイツ銀行、パリバ、他                                                                       |
| 公営企業金融公庫               | 1994/3     | ポンド                 | 100                | 6.375                     | 99.81       | 10           | ウォーバーグ、日本長期信用銀行、パリバ、他                                                                           |
| 日本輸出入銀行                 | 1994/6     | 円                     | 300                | 4.375                     | 101.75      | 9.3          | 野村証券、東京銀行CM、大和銀行、他                                                                                   |
| 公営企業金融公庫               | 1994/6     | ドル                   | 300                | 7.5                       | 99.85       | 10           | 日本興業銀行ロンドン支店、東京銀行CM、クレディ・スイス・ファースト・ボストン、他                                     |
| 公営企業金融公庫               | 1994/8     | スイスフラン           | 150                | 5.5                       | 102.75      | 10           | 興銀 スイス、クレディ・スイス、スイス銀行コーポレイション、他                                                        |
| 日本道路公団                   | 1994/9     | ドル                   | 500                | 7.625                     | 99.564      | 10           | 日長銀、野村証券、東銀CM、他                                                                                         |
| 横浜市                         | 1994/9     | ドル                   | 250                | 7.625                     | 101         | 10           | 東銀CM、横浜銀行、クレディ・スイス・ファースト・ボストン、他                                                         |
| 東京都                         | 1994/10    | ドル                   | 500                | 7.875                     | 99.788      | 10           | 興銀ロンドン、富士IF、ゴールドマン・サックス、他                                                                     |
| 神戸市                         | 1994/10    | ポンド                 | 200                | 9.5                       | 99.45       | 10           | UBS、さくら銀行、東銀CM、他                                                                                          |
| 公営企業金融公庫               | 1994/10    | マルク                 | 150                | 7.75                      | 102.545     | 10           | ドイツ銀行、日長銀、他                                                                                               |
| 日本開発銀行                   | 1994/10    | ドル                   | 500                | 7.5                       | 101.055     | 5            | 興銀ロンドン、スイス銀行コーポレイション、ゴールドマン・サックス、他                                                 |
| 日本輸出入銀行                 | 1994/11    | スイスフラン           | 200                | 5.5                       | 102.5       | 5            | UBS、クレディ・スイス、スイス銀行コーポレイション、他                                                                |
| 東京湾横断道路                 | 1994/11    | ドル                   | 200                | 8.375                     | 99.662      | 10           | 東銀CM、クレディ・スイス・ファースト・ボストン、ゴールドマン・サックス、他                                           |
| 中小企業金融公庫               | 1994/11    | スイスフラン           | 200                | 5.5                       | 102         | 5            | UBS、興銀スイス、東京銀行スイス支店、他                                                                              |
| 電源開発                       | 1994/12    | ドル                   | 300                | 8.125                     | 101.569     | 5            | 興銀ロンドン、JPモルガン、クレディ・スイス・ファースト・ボストン、他                                                 |
| 日本輸出入銀行                 | 1994/12    | ドル                   | 300                | 8.25                      | 99.46       | 10           | 東銀CM、クレディ・スイス・ファースト・ボストン、ゴールドマン・サックス、他                                           |
| 北海道東北開発公庫             | 1995/1     | マルク                 | 150                | 7.5                       | 101.875     | 10           | 東京銀行ドイツ支店、ドイツ銀行、コメルツ銀行、他                                                                     |
| 日本開発銀行                   | 1995/1     | ポンド                 | 250                | 9.125                     | 101.618     | 10           | バークレイズ、JPモルガン、クレディ・スイス・ファースト・ボストン、他                                                 |
| 公営企業金融公庫               | 1995/2     | ポンド                 | 130                | 9.125                     | 99.217      | 10           | クレディ・スイス・ファースト・ボストン、東銀CM、パリバ、他                                                           |
| 日本輸出入銀行                 | 1995/2     | マルク                 | 750                | 7.75                      | 102.225     | 10           | コメルツ銀行、クレディ・スイス・ファースト・ボストン、ドイツ銀行、他                                                 |
| 日本道路公団                   | 1995/5     | ドル                   | 500                | 7.5                       | 99.582      | 10           | 興銀ロンドン、メリルリンチ、富士IF、他                                                                               |
| 日本輸出入銀行                 | 1995/5     | マルク                 | 700                | 6.5                       | 102.08      | 5            | パリバ、ドレスナー銀行、コメルツ銀行、他                                                                             |
| 公営企業金融公庫               | 1995/6     | スイスフラン           | 150                | 5                         | 103.125     | 10           | 東銀CM、スイス銀行コーポレイション＝ウォーバーグ、クレディ・スイス、他                                               |
| 横浜市                         | 1995/7     | ドル                   | 250                | 6.5                       | 99.524      | 10           | 東銀CM、横浜銀行、クレディ・スイス・ファースト・ボストン、他                                                         |
| 日本輸出入銀行                 | 1995/7     | 円                     | 60000              | 2.875                     | 99.975      | 10           | 大和銀行、ゴールドマン・サックス、メリルリンチ、他                                                                   |
| 電源開発                       | 1995/9     | マルク                 | 450                | 5.875                     | 101.543     | 5            | 興銀ドイツ、西ドイツランデスバンク、パリバ、他                                                                       |
| 日本輸出入銀行                 | 1995/10    | ドル                   | 500                | 6.5                       | 99.612      | 10           | 東銀CM、ゴールドマン・サックス、興銀ロンドン、他                                                                     |
| 神戸市                         | 1995/10    | ドル                   | 230                | 6.5                       | 99.82       | 10           | 東銀CM、さくら銀行、メリルリンチ、他                                                                                 |
| 公営企業金融公庫               | 1995/10    | マルク                 | 200                | 6.875                     | 102.2       | 10           | 興銀ドイツ、ドレスナー銀行、JPモルガン                                                                               |
| 公営企業金融公庫               | 1996/2     | ドル                   | 300                | 6.125                     | 99.909      | 10           | JPモルガン、第一勧業銀行、東銀CM、他                                                                                 |
| 東京湾横断道路                 | 1996/2     | スイスフラン           | 150                | 4                         | 101.7       | 10           | 興銀ロンドン、クレディ・スイス、スイス銀行コーポレイション＝ウォーバーグ、他                                         |
| 日本開発銀行                   | 1996/2     | ポンド                 | 200                | 7.375                     | 100.88      | 7.3          | HSBC、スイス銀行コーポレイション＝ウォーバーグ、バークレイズ、他                                                     |
| 北海道東北開発公庫             | 1996/3     | スイスフラン           | 100                | 4.25                      | 103.125     | 7            | スイス銀行コーポレイション＝ウォーバーグ、東銀CM、クレディ・スイス、他                                               |
| 東京都                         | 1996/3     | ドル                   | 450                | 6.125                     | 99.235      | 10           | 富士IF、ゴールドマン・サックス、興銀ロンドン、他                                                                     |
| 日本輸出入銀行                 | 1996/5     | フランスフラン         | 1500               | 6.625                     | 99.384      | 11           | パリバ、興銀パリ、BNP、他                                                                                            |
| 日本道路公団                   | 1996/6     | ドル                   | 300                | 7                         | 99.62       | 10           | 興銀ロンドン、ゴールドマン・サックス、メリルリンチ、他                                                               |
| 公営企業金融公庫               | 1996/7     | ポンド                 | 150                | 8.375                     | 99.493      | 10           | クレディ・スイス・ファースト・ボストン、バークレイズ、HSBC、他                                                       |
| 日本輸出入銀行                 | 1996/8     | ドル                   | 750                | 7                         | 101.358     | 5            | メリルリンチ、野村証券、ゴールドマン・サックス、他                                                                   |
| 中小企業金融公庫               | 1996/9     | マルク                 | 350                | 4.5                       | 101.4625    | 3            | 東京三菱銀行、ドイツ銀行、コメルツ銀行、他                                                                           |
| 関西国際空港                   | 1996/10    | ドル                   | 200                | 7.25                      | 99.23       | 10           | 興銀ロンドン、ゴールドマン・サックス、パリバ、他                                                                     |
| 北海道東北開発公庫             | 1996/10    | マルク                 | 150                | 5.875                     | 101.753     | 7            | 東京三菱、バイエルンランデスバンク、モルガン・グレンフェル                                                           |
| 東京都                         | 1996/10    | ドル                   | 250                | 7.125                     | 99.98       | 10           | 興銀ロンドン、富士IF、ゴールドマン・サックス、他                                                                     |
| 公営企業金融公庫               | 1996/10    | スイスフラン           | 150                | 4.375                     | 103.2       | 10           | クレディ・スイス、第一勧業銀行、スイス銀行コーポレイション＝ウォーバーグ、他                                         |
| 横浜市                         | 1996/10    | ドル                   | 200                | 7                         | 99.656      | 10           | 東京三菱、横浜銀行、ゴールドマン・サックス、他                                                                       |
| 東京湾横断道路                 | 1996/11    | ドル                   | 200                | 6.875                     | 99.539      | 10           | 東京三菱、クレディ・スイス・ファースト・ボストン、興銀ロンドン、他                                                   |
| 日本道路公団                   | 1996/11    | ドル                   | 300                | 6.875                     | 99.655      | 10           | 野村証券、さくら銀行、メリルリンチ、他                                                                               |
| 日本開発銀行                   | 1996/12    | 円                     | 50000              | 2.875                     | 100         | 10           | 野村証券、大和銀行、ゴールドマン・サックス、他                                                                       |
| 日本輸出入銀行                 | 1997/2     | ポンド                 | 400                | 8                         | 101.439     | 10           | バークレイズ、JPモルガン、HSBC、他                                                                                   |
| 公営企業金融公庫               | 1997/2     | オランダギルダー       | 300                | 5.75                      | 100.949     | 10           | ベアリングス銀行、山一証券、東京三菱、他                                                                             |
| 公営企業金融公庫               | 1997/5     | フランスフラン         | 1000               | 5.875                     | 99.631      | 10           | 興銀パリ、パリバ、BNP、他                                                                                            |
| 日本輸出入銀行                 | 1997/6     | フランスフラン         | 2000               | 5.75                      | 99.721      | 11           | 興銀パリ、パリバ、バークレイズ、他                                                                                   |
| 北海道東北開発公庫             | 1997/6     | スイスフラン           | 150                | 3                         | 103         | 5            | パリバ、興銀スイス、クレディ・スイス・ファースト・ボストン、他                                                       |
| 横浜市                         | 1997/7     | スイスフラン           | 120                | 3.75                      | 102.75      | 10           | 東京三菱、スイス銀行コーポレイション、クレディ・スイス・ファースト・ボストン、他                                     |
| 公営企業金融公庫               | 1997/7     | ドル                   | 400                | 6.75                      | 99.998      | 10           | メリルリンチ、東京三菱、ゴールドマン・サックス、他                                                                   |
| 東京都                         | 1997/7     | フランスフラン         | 1700               | 5.75                      | 99.846      | 10           | 興銀パリ、クレディ・アグリコル、BNP、他                                                                              |
| 中小企業金融公庫               | 1997/8     | マルク                 | 450                | 4.5                       | 101.685     | 5            | 東京三菱、ドイツ銀行、パリバ、他                                                                                     |
| 日本道路公団                   | 1997/9     | ドル                   | 500                | 6.75                      | 99.559      | 10           | 興銀ロンドン、JPモルガン、ゴールドマン・サックス、他                                                                 |
| 東京湾横断道路                 | 1997/9     | スイスフラン           | 240                | 3.75                      | 101.95      | 10           | 興銀スイス、UBS、クレディ・スイス・ファースト・ボストン、他                                                          |
| 関西国際空港                   | 1997/9     | ポンド                 | 115                | 7.375                     | 99.322      | 10           | バークレイズ、東京三菱、興銀ロンドン、他                                                                             |
| 電源開発                       | 1997/9     | フランスフラン         | 1800               | 5.625                     | 99.574      | 10           | パリバ、東京三菱、興銀パリ、他                                                                                       |
| 公営企業金融公庫               | 1997/11    | ニュージーランド・ドル | 100                | 6.75                      | 100.085     | 10           | ハンブローズ銀行、東海銀行、トロント・ドミニオン銀行                                                                 |
| 日本輸出入銀行                 | 1997/11    | ドル                   | 500                | 6.375                     | 99.86       | 5            | ゴールドマン・サックス、パリバ、バークレイズ、他                                                                     |
| 日本輸出入銀行                 | 1997/12    | マルク                 | 1000               | 5.75                      | 102.128     | 10           | パリバ、ドイツ銀行、スイス銀行コーポレイション＝ウォーバーグ、他                                                     |
| 北海道東北開発公庫             | 1998/3     | スイスフラン           | 190                | 3                         | 103.1       | 7            | パリバ、クレディ・スイス・ファースト・ボストン、スイス銀行コーポレイション、他                                       |
| 公営企業金融公庫               | 1998/3     | スイスフラン           | 160                | 3                         | 102.1       | 10           | スイス銀行コーポレイション、UBS、クレディ・スイス・ファースト・ボストン、他                                          |
| 公営企業金融公庫               | 1998/6     | マルク                 | 500                | 5                         | 99.094      | 10           | メリルリンチ、パリバ、東京三菱、他                                                                                   |
| 関西国際空港                   | 1998/7     | スイスフラン           | 220                | 3.25                      | 102.65      | 7            | パリバ、UBS、クレディ・スイス・ファースト・ボストン、他                                                              |
| 日本輸出入銀行                 | 1998/7     | ユーロ                 | 500                | 4.625                     | 101.35      | 5            | パリバ、メリルリンチ、ABNアムロ銀行、他                                                                              |
| 日本開発銀行                   | 1998/9     | 円                     | 25000              | 1.81                      | 101         | 30           | 東京三菱 |
| 日本輸出入銀行                 | 1999/3     | ドル                   | 1000               | 3MonthLIBOR-0.0625        | 99.5        | 5            | パリバ、バークレイズ、ドイツ銀行、他                                                                                 |
| 公営企業金融公庫               | 1999/3     | ユーロ                 | 500                | 3.625                     | 101.212     | 5            | パリバ、ソシエテ・ジェネラル、東京三菱、他                                                                           |
| 横浜市                         | 1999/3     | スイスフラン           | 115                | 3.25                      | 102.35      | 10           | クレディ・スイス・ファースト・ボストン、興銀スイス、東京三菱、他                                                     |
| 東京都                         | 1999/3     | ユーロ                 | 150                | 4.5                       | 99.362      | 10           | 興銀ロンドン、パリバ、東京三菱、他                                                                                   |
| 公営企業金融公庫               | 1999/5     | ドル                   | 500                | 6                         | 99.967      | 10           | ドイツ銀行、ゴールドマン・サックス、ABNアムロ、他                                                                    |
| 日本輸出入銀行                 | 1999/6     | ドル                   | 500                | 6.5                       | 99.969      | 5            | メリルリンチ、JPモルガン、パリバ                                                                                     |
| 日本道路公団                   | 1999/7     | ドル                   | 750                | 3MonthLIBOR               | 100.062     | 5            | Morgan Stanley Dean Witter、東京三菱、ABNアムロ、他                                                                  |
| 関西国際空港                   | 1999/7     | 円                     | 20000              | 1.3                       | 99.888      | 5            | 興銀ロンドン、東京三菱、パリバ                                                                                       |
| 中小企業金融公庫               | 1999/8     | ユーロ                 | 300                | 3MonthEURIBOR             | 100.042     | 3            | 興銀ロンドン、メリルリンチ、ドイツ銀行、他                                                                           |
| 公営企業金融公庫               | 1999/8     | ポンド                 | 150                | 5.75                      | 99.337      | 20           | JPモルガン、東京三菱                                                                                                 |
| 電源開発                       | 1999/9     | ユーロ                 | 250                | 4.875                     | 99.849      | 7            | 興銀ロンドン、パリバ、ドイツ銀行、他                                                                                 |
| 横浜市                         | 1999/10    | ドル                   | 80                 | 7                         | 99.476      | 10           | 東京三菱、横浜銀行                                                                                                   |
| 国際協力銀行                   | 1999/11    | ドル                   | 1000               | 7                         | 100.02      | 10           | ゴールドマン・サックス、興銀ロンドン、メリルリンチ、他                                                               |
| 日本政策投資銀行               | 1999/11    | ドル                   | 750                | 6.875                     | 99.421      | 12           | ゴールドマン・サックス、ABNアムロ、ドイツ銀行、他                                                                    |
| 東京都                         | 1999/12    | ドル                   | 160                | 6.875                     | 99.794      | 10           | 東京三菱、興銀ロンドン、メリルリンチ                                                                                 |
| 公営企業金融公庫               | 2000/2     | ドル                   | 200                | 6                         | 90.098      | 9.3          | JPモルガン、興銀ロンドン、ドイツ銀行、他                                                                             |
| 電源開発                       | 2000/6     | 円                     | 38000              | 1.8                       | 99.570      | 10           | 野村証券、東京三菱、興銀ロンドン、他                                                                                 |
| 国際協力銀行                   | 2000/6     | ドル                   | 1000               | 7.125                     | 99.492      | 5            | ゴールドマン・サックス、UBS＝ウォーバーグ、JPモルガン、他                                                            |
| 日本政策投資銀行               | 2000/7     | 円                     | 100000             | 1.75                      | 99.634      | 10           | 野村証券、メリルリンチ、東京三菱、他                                                                                 |
| 日本道路公団                   | 2000/7     | ドル                   | 500                | 7.25                      | 100.047     | 5            | ABNアムロ、興銀ロンドン、東京三菱、他                                                                                |
| 東京都                         | 2001/3     | ドル                   | 170                | 6.125                     | 99.148      | 10           | JPモルガン、みずほ銀行、パリバ、他                                                                                   |
| 公営企業金融公庫               | 2001/3     | ドル                   | 1000               | 5.875                     | 99.196      | 10           | パリバ、メリルリンチ、ゴールドマン・サックス、他                                                                     |
| 日本政策投資銀行               | 2001/8     | ユーロ                 | 750                | 5.625                     | 99.963      | 10           | メリルリンチ、UBS＝ウォーバーグ、パリバ、他                                                                          |
| 国際協力銀行                   | 2001/12    | ドル                   | 1000               | 3MonthLIBOR plus 0.0625   | 99.82       | 5            | パリバ、メリルリンチ、東京三菱、他                                                                                   |
| 中小企業金融公庫               | 2002/2     | ユーロ                 | 300                | 3MonthEULIBOR plus 0.1875 | 99.734      | 7            | パリバ、バークレイズ、ドイツ銀行、他                                                                                 |
| 公営企業金融公庫               | 2002/2     | 円                     | 130000             | 1.55(SA)                  | 99.785      | 10           | 野村証券、ソロモン・ブラザーズ、UBS＝ウォーバーグ、他                                                                |
| 日本政策投資銀行               | 2002/6     | 円                     | 75000              | 1.4(SA)                   | 99.71       | 10           | 野村証券、UBS＝ウォーバーグ、メリルリンチ、他                                                                        |
| 公営企業金融公庫               | 2002/12    | 円                     | 70000              | 1.55(SA)                  | 105.813     | 9.3          | 日興ソロモン・スミス・バーニー、UBS＝ウォーバーグ、野村証券、他                                                      |
| 日本政策投資銀行               | 2002/12    | 円                     | 75000              | 1.7(SA)                   | 99.767      | 19.9         | 日興ソロモン・スミス・バーニー、UBS＝ウォーバーグ、ドイツ銀行、他                                                    |
| 日本政策投資銀行               | 2003/2     | 円                     | 30000              | 1.7(SA)                   | 105.803     | 19.7         | 日興ソロモン・スミス・バーニー、UBS＝ウォーバーグ、                                                                  |
| 国際協力銀行                   | 2003/3     | 円                     | 60000              | 0.35                      | 99.993      | 5            | 野村証券、日興ソロモン・スミス・バーニー、UBS＝ウォーバーグ、他                                                      |
| 日本道路公団                   | 2003/3     | ドル                   | 500                | 3.375                     | 99.924      | 5.2          | パリバ、東京三菱 |
| 日本政策投資銀行               | 2003/6     | 円                     | 75000              | 1.05(SA)                  | 99.354      | 20           | 野村証券、UBS |
| 国際協力銀行                   | 2003/7     | ユーロ                 | 500                | 3.250                     | 99.963      | 5            | ゴールドマン・サックス、メリル・リンチ、パリバ                                                                       |
| 中小企業金融公庫               | 2003/9     | ユーロ                 | 300                | 4.125                     | 99.921      | 7            | メリルリンチ、パリバ、ゴールドマン・サックス、他                                                                     |
| 日本道路公団                   | 2003/10    | ドル                   | 550                | 4.625                     | 99.441      | 10           | パリバ、東京三菱 |
| 公営企業金融公庫               | 2003/11    | 円                     | 130000             | 1.350                     | 99.860      | 10           | みずほ銀行、日興シティグループ、野村証券、他                                                                         |
| 国際協力銀行                   | 2003/12    | ユーロ                 | 500                | 4.500                     | 99.358      | 10           | ゴールドマン・サックス、メリルリンチ、パリバ                                                                         |
| 公営企業金融公庫               | 2004/5     | ドル                   | 1080.05            | 4.5000                    | 99.875      | 10           | メリルリンチ、モルガン・スタンレー、日興シティグループ                                                               |
| 国際協力銀行                   | 2004/5     | ドル                   | 912.04             | 4.375                     | 99.121      | 10           | パリバ |
| 中小企業金融公庫               | 2004/9     | ドル                   | 364.60             | 1.100                     | 99.879      | 7            | シティGM、メリルリンチ                                                                                               |
| 日本道路公団                   | 2004/10    | ドル                   | 598.21             | 3.625                     | 99.701      | 5            | メリルリンチ、みずほ証券                                                                                             |
| 国際協力銀行                   | 2004/11    | ドル                   | 498.86             | 4.625                     | 99.772      | 10           | メリルリンチ、野村証券                                                                                               |
| 国際協力銀行                   | 2005/2     | ドル                   | 747.20             | 4.125                     | 99.627      | 5            | ゴールドマン・サックス、ドイツ銀行                                                                                   |
| 公営企業金融公庫               | 2005/4     | ドル                   | 1188.54            | 4.625                     | 99.045      | 10           | クレディ・スイス、ドイツ銀行、野村証券、パリバ、シティGM、ゴールドマン・サックス、他                                 |
| 日本道路公団                   | 2005/4     | ドル                   | 600                | 4.5                       | 99.742      | 5            | メリルリンチ、三菱UFJ国際投信                                                                                        |
| 東京都                         | 2005/6     | ユーロ                 | 294                | 4.26                      | 100         | 27           | メリルリンチ、ドイツ銀行、みずほ銀行                                                                                 |
| 日本政策投資銀行               | 2005/6     | ドル                   | 697.46             | 4.250                     | 99.637      | 10           | ドイツ銀行、野村証券                                                                                                 |
| 国際協力銀行                   | 2005/6     | ドル                   | 748.07             | 4.000                     | 99.743      | 5            | パリバ、メリルリンチ                                                                                                 |
| 国際協力銀行                   | 2005/9     | バーツ                 | 3000               | 4.78                      | 100         | 5            | シティコープ、サイアム商業銀行                                                                                       |
| 国際協力銀行                   | 2005/11    | ドル                   | 1000               | 4.75                      | 99.775      | 5.6          | 野村証券、モルガン・スタンレー、UBS、パリバ、クレディ・スイス、大和証券SMBCプリンシパル・インベストメンツ、他        |
| 東京都                         | 2005/11    | ユーロ                 | 150                | 4.27                      | 99.933      | 30           | ドイツ銀行、三菱UFJ国際投信                                                                                          |
| 中小企業金融公庫               | 2006/3     | スイスフラン           | 250                | 2.125                     | 100.388     | 6            | クレディ・スイス、UBS、ヒポフェラインスバンク、パリバ、ABNアムロ                                                     |
| 国際協力銀行                   | 2006/3     | ドル                   | 650                | 5.25                      | 99.733      | 10           | パリバ、シティGM、クレディ・スイス、大和証券SMBCプリンシパル・インベストメンツ、ドイツ銀行、他                       |
| 公営企業金融公庫               | 2006/5     | 円                     | 120000             | 2                         | 99.838      | 10           | ドイツ銀行、メリルリンチ、野村証券、パリバ、シティGM、クレディ・スイス、他                                           |
| 日本政策投資銀行               | 2006/6     | 円                     | 50000              | 2.3                       | 99.261      | 20           | シティGM、UBS、野村証券、ドイツ銀行、メリルリンチ、他                                                                |
| 東京都                         | 2006/6     | ユーロ                 | 344                | 4.7                       | 99.864      | 27           | 三菱UFJ国際投信、メリルリンチ、野村証券                                                                              |
| 日本政策投資銀行               | 2006/11    | 円                     | 25000              | 2.3                       | 100.179     | 19           | シティGM、UBS |
| 日本政策投資銀行               | 2007/2     | 円                     | 900                | 5.125                     | 99.098      | 10           | Merrill Lynch, Pierce, Fenner & Smith、ドイツ銀行、パリバ                                                            |
| 国際協力銀行                   | 2007/3     | 円                     | 750                | 4.875                     | 99.902      | 5            | 野村証券、クレディ・スイス、ドイツ銀行、モルガン・スタンレー、パリバ、他                                             |
| 公営企業金融公庫               | 2007/5     | 円                     | 1000               | 5                         | 99.278      | 10           | パリバ、JPモルガン、みずほ銀行、シティGM、クレディ・スイス、ドイツ銀行、他                                           |
| 日本政策投資銀行               | 2007/5     | 円                     | 75000              | 1.75                      | 99.946      | 9.10         | メリルリンチ、シティGM、大和証券SMBCプリンシパル・インベストメンツ、UBS、三菱UFJ国際投信、他                         |
| 日本政策投資銀行               | 2007/6     | 円                     | 50000              | 1.65                      | 99.851      | 5            | メリルリンチ |
| 日本政策投資銀行               | 2007/11    | ユーロ                 | 700                | 4.75                      | 99.328      | 20           | パリバ、シティGM、バークレイズ、JPモルガン                                                                           |
| 国際協力銀行                   | 2007/11    | ドル                   | 1000               | 4.375                     | 99.455      | 5            | シティGM、ドイツ銀行、モルガン・スタンレー、パリバ、クレディ・スイス、大和証券SMBCプリンシパル・インベストメンツ、他 |
| 東京都                         | 2008/1     | ユーロ                 | 318                | 4.9                       | 99.867      | 27           | メリルリンチ、野村証券、ドイツ銀行                                                                                   |
| 国際協力銀行                   | 2008/3     | ドル                   | 500                | 3.375                     | 99.554      | 5            | メリルリンチ、JPモルガン                                                                                             |
| 国際協力銀行                   | 2008/6     | ドル                   | 1500               | 4.25                      | 99.511      | 5            | パリバ、JPモルガン、モルガン・スタンレー                                                                             |
| 公営企業金融公庫               | 2008/6     | 円                     | 75000              | 1.9                       | 99.9        | 10           | 大和証券SMBCプリンシパル・インベストメンツ、ドイツ銀行、シティGM、パリバ、メリルリンチ、みずほ銀行、他               |
| 国際協力銀行                   | 2009/6     | ドル                   | 2500               | 2                         | 99.89       | 2            | ドイツ銀行、バークレイズ、モルガン・スタンレー                                                                       |
| 日本高速道路保有・債務返済機構 | 2009/6     | 円                     | 50000              | 2.85                      | 99.94       | 29.9         | 三菱UFJ国際投信 |
| 日本政策金融公庫               | 2009/11    | ドル                   | 3000               | 2.125                     | 99.96       | 3            | バークレイズ、バンカメ、JPモルガン                                                                                   |
| 日本政策投資銀行               | 2009/12    | ドル                   | 350                | 変動利率                  | 100         | 5            | HSBC |
| 日本政策金融公庫               | 2010/2     | ドル                   | 1250               | 2.875                     | 99.732      | 5            | JPモルガン、バンカメ、ドイツ銀行                                                                                     |
| 日本政策投資銀行               | 2010/4     | ドル                   | 1000               | 2.875                     | 99.456      | 5            | バークレイズ、HSBC                                                                                                   |
| 日本政策金融公庫               | 2010/5     | ドル                   | 2250               | 1.5                       | 99.978      | 2.2          | バークレイズ、パリバ、シティGM                                                                                       |
| 日本政策金融公庫               | 2010/9     | ドル                   | 1500               | 1.875                     | 99.748      | 5            | バンカメ、JPモルガン、野村証券                                                                                       |
| 地方公共団体金融機構           | 2011/1     | ドル                   | 1000               | 4                         | 99.17       | 10           | Merrill Lynch, Pierce, Fenner & Smith、JPモルガン、野村証券                                                          |
| 日本政策金融公庫               | 2011/1     | ドル                   | 1500               | 2.5                       | 99.939      | 5            | ドイツ銀行、バークレイズ、ゴールドマン・サックス                                                                     |
| 日本政策投資銀行               | 2011/3     | ドル                   | 500                | 2.75                      | 99.486      | 5            | バークレイズ、メリルリンチ                                                                                           |
| 日本政策金融公庫               | 2011/5     | ドル                   | 2000               | 2.5                       | 99.799      | 5            | Merrill Lynch, Pierce, Fenner & Smith、バークレイズ、シティGM                                                        |
| 日本政策金融公庫               | 2011/7     | ドル                   | 2000               | 2.25                      | 99.756      | 5            | JPモルガン、Merrill Lynch, Pierce, Fenner & Smith、パリバ                                                            |
| 日本政策投資銀行               | 2011/10    | ドル                   | 1000               | 1.625                     | 99.509      | 5            | JPモルガン、HSBC、野村証券                                                                                           |
| 地方公共団体金融機構           | 2012/1     | ドル                   | 40                 | 2.035                     | 100         | 5            | みずほ銀行 |
| 同上                           | 2012/1     | ドル                   | 105                | 変動利率                  | 100         | 5            | 野村証券 |
| 同上                           | 2012/1     | ドル                   | 57                 | 2                         | 100         | 5            | メリルリンチ |
| 同上                           | 2012/1     | ドル                   | 35                 | 変動利率                  | 100         | 5            | JPモルガン |
| 同上                           | 2012/1     | ドル                   | 51                 | 変動利率                  | 100         | 5            | ゴールドマン・サックス                                                                                               |
| 同上                           | 2012/1     | ドル                   | 20                 | 変動利率                  | 100         | 5            | ドイツ銀行 |
| 同上                           | 2012/1     | ドル                   | 30                 | 変動利率                  | 100         | 5            | バークレイズ |
| 同上                           | 2012/1     | ドル                   | 20                 | 変動利率                  | 100         | 5            | パリバ |
| 同上                           | 2012/1     | ドル                   | 20                 | 2                         | 100         | 5            | 大和証券キャピタル・マーケッツ                                                                                       |
| 同上                           | 2012/1     | ドル                   | 20                 | 変動利率                  | 100         | 5            | 大和証券キャピタル・マーケッツ                                                                                       |
| 同上                           | 2012/1     | ドル                   | 40                 | 変動利率                  | 100         | 5            | 野村証券 |
| 同上                           | 2012/1     | ドル                   | 20                 | 変動利率                  | 100         | 5            | 野村証券 |
| 同上                           | 2012/1     | ドル                   | 20                 | 変動利率                  | 100         | 5            | JPモルガン |
| 東京都                         | 2012/1     | ドル                   | 650                | 1.875                     | 99.873      | 5            | メリルリンチ、ドイツ銀行                                                                                             |
| 日本政策金融公庫               | 2012/2     | ドル                   | 1250               | 2.125                     | 99.722      | 7            | ドイツ銀行、JPモルガン、野村証券                                                                                     |
| 地方公共団体金融機構           | 2012/3     | ドル                   | 25                 | 1.84                      | 100         | 5            | バークレイズ |
| 同上                           | 2012/3     | ドル                   | 20                 | 2.4                       | 100         | 7            | バークレイズ |
| 同上                           | 2012/3     | ドル                   | 25                 | 1.872                     | 100         | 5            | ドイツ銀行 |
| 同上                           | 2012/3     | ドル                   | 30                 | 変動利率                  | 100         | 5            | メリルリンチ |
| 同上                           | 2012/3     | ドル                   | 25                 | 変動利率                  | 100         | 5            | 大和証券キャピタル・マーケッツ                                                                                       |
| 同上                           | 2012/3     | ドル                   | 20                 | 1.89                      | 100         | 5            | メリルリンチ |
| 同上                           | 2012/3     | ドル                   | 40                 | 変動利率                  | 100         | 5            | 大和証券キャピタル・マーケッツ                                                                                       |
| 同上                           | 2012/3     | ドル                   | 30                 | 変動利率                  | 100         | 5            | シティGM |
| 同上                           | 2012/3     | ドル                   | 25                 | 変動利率                  | 100         | 5            | 野村証券 |
| 同上                           | 2012/3     | ドル                   | 30                 | 変動利率                  | 100         | 5            | JPモルガン |
| 同上                           | 2012/3     | ドル                   | 30                 | 変動利率                  | 100         | 5            | 野村証券 |
| 同上                           | 2012/3     | ドル                   | 30                 | 変動利率                  | 100         | 5            | シティGM |
| 同上                           | 2012/3     | ドル                   | 30                 | 変動利率                  | 100         | 5            | みずほ銀行 |
| 同上                           | 2012/3     | オーストラリアドル     | 20                 | 変動利率                  | 100         | 5            | 野村証券 |
| 同上                           | 2012/3     | ドル                   | 20                 | 1.85                      | 100         | 5            | 大和証券キャピタル・マーケッツ                                                                                       |
| 日本政策投資銀行               | 2012/3     | ドル                   | 500                | 1.5                       | 99.923      | 5            | バークレイズ、パリバ、野村証券                                                                                       |
| 地方公共団体金融機構           | 2012/5     | ドル                   | 327                | 変動利率                  | 100         | 5            | バークレイズ |
| 同上                           | 2012/6     | ドル                   | 130                | 変動利率                  | 100         | 7            | ゴールドマン・サックス                                                                                               |
| 東京都                         | 2012/6     | ドル                   | 880                | 1.75                      | 99.577      | 5            | メリルリンチ、シティGM、大和証券キャピタル・マーケッツ                                                               |
| 国際協力銀行                   | 2012/7     | ドル                   | 2000               | 1.125                     | 99.647      | 5            | Merrill Lynch, Pierce, Fenner & Smith、HSBC                                                                          |
| 地方公共団体金融機構           | 2012/9     | ドル                   | 1000               | 1.5                       | 100         | 5            | バークレイズ、メリルリンチ、野村証券                                                                                 |
| 日本政策投資銀行               | 2012/9     | ドル                   | 500                | 1.625                     | 99.409      | 7            | JPモルガン、Merrill Lynch, Pierce, Fenner & Smith、バークレイズ                                                      |
| 地方公共団体金融機構           | 2012/11    | ドル                   | 100                | 変動利率                  | 100         | 5            | 大和証券キャピタル・マーケッツ                                                                                       |
| 日本政策投資銀行               | 2013/1     | ドル                   | 1000               | 1                         | 99.52       | 5            | JPモルガン、Merrill Lynch, Pierce, Fenner & Smith、HSBC                                                              |
| 地方公共団体金融機構           | 2013/2     | ドル                   | 1000               | 1.375                     | 99.544      | 5            | バークレイズ、ドイツ銀行、みずほ銀行                                                                                 |
| 国際協力銀行                   | 2013/3     | カナダドル             | 500                | 2.3                       | 99.958      | 5            | CIBC World Markets、メリルリンチ、カナダロイヤル銀行                                                                 |
| 地方公共団体金融機構           | 2013/3     | オーストラリアドル     | 100                | 3.65                      | 99.99       | 5            | みずほ銀行 |
| 同上                           | 2013/4     | ドル                   | 105                | 1.375                     | 99.952      | 5            | 大和証券キャピタル・マーケッツ                                                                                       |
| 同上                           | 2013/5     | オーストラリアドル     | 100                | 変動利率                  | 100         | 5            | 大和証券キャピタル・マーケッツ                                                                                       |
| 同上                           | 2013/5     | ドル                   | 200                | 変動利率                  | 100         | 1.6          | ドイツ銀行、野村証券                                                                                                 |
| 同上                           | 2013/7     | ドル                   | 100                | 変動利率                  | 100         | 5            | バークレイズ |
| 同上                           | 2013/7     | ドル                   | 100                | 変動利率                  | 100         | 7            | みずほ銀行 |
| 国際協力銀行                   | 2013/7     | ドル                   | 1000               | 3.375                     | 99.874      | 10           | バークレイズ、大和証券キャピタル・マーケッツ、ドイツ銀行                                                             |
| 国際協力銀行                   | 2013/7     | ドル                   | 2500               | 1.75                      | 99.43       | 5            | バークレイズ、大和証券キャピタル・マーケッツ、ドイツ銀行                                                             |
| 地方公共団体金融機構           | 2013/9     | ドル                   | 1500               | 2.5                       | 99.855      | 5            | シティGM、ドイツ銀行、野村証券                                                                                       |
| 日本政策投資銀行               | 2013/9     | ポンド                 | 35                 | 変動利率                  | 100         | 1            | （原典で空白） |
| 日本政策投資銀行               | 2013/10    | ドル                   | 500                | 1.875                     | 99.564      | 5            | 野村証券、JPモルガン、ドイツ銀行                                                                                     |
| 国際協力銀行                   | 2013/11    | ドル                   | 2000               | 1.75                      | 99.681      | 5            | パリバ、シティGM、JPモルガン、Merrill Lynch, Pierce, Fenner & Smith                                                  |
| 国際協力銀行                   | 2013/11    | ドル                   | 500                | 変動利率                  | 100         | 5            | パリバ、シティGM、JPモルガン、Merrill Lynch, Pierce, Fenner & Smith                                                  |
| 地方公共団体金融機構           | 2013/11    | オーストラリアドル     | 110                | 4.2                       | 99.98       | 5            | SMBC日興証券 |
| 日本政策投資銀行               | 2014/1     | ドル                   | 500                | 2.125                     | 99.962      | 5            | バークレイズ、パリバ、ゴールドマン・サックス                                                                         |
| 国際協力銀行                   | 2014/3     | ポンド                 | 425                | 2.625                     | 99.683      | 5.9          | HSBC、バークレイズ、野村証券                                                                                         |
| 地方公共団体金融機構           | 2014/3     | ドル                   | 1000               | 2.125                     | 99.892      | 5            | シティGM、Merrill Lynch, Pierce, Fenner & Smith、大和証券キャピタル・マーケッツ                                      |
| 同上                           | 2014/5     | オーストラリアドル     | 85                 | 5.092                     | 100         | 10           | 大和証券キャピタル・マーケッツ                                                                                       |
| 同上                           | 2014/5     | ドル                   | 90                 | 3.25                      | 99.055      | 10           | モルガン・スタンレー                                                                                                 |
| 日本政策投資銀行               | 2014/5     | ユーロ                 | 100                | 変動利率                  | 100         | 2            | パリバ |
| 東京都                         | 2014/5     | ドル                   | 1000               | 2.125                     | 99.958      | 5            | バークレイズ、メリルリンチ、ゴールドマン・サックス、野村証券                                                         |
| 国際協力銀行                   | 2014/5     | ドル                   | 1500               | 1.75                      | 99.558      | 5            | JPモルガン、ゴールドマン・サックス、バークレイズ、Merrill Lynch, Pierce, Fenner & Smith、HSBC                        |
| 国際協力銀行                   | 2014/5     | ドル                   | 1000               | 3                         | 100         | 10           | JPモルガン、ゴールドマン・サックス、バークレイズ、Merrill Lynch, Pierce, Fenner & Smith、HSBC                        |
| 中日本高速道路                 | 2014/8     | ドル                   | 500                | 2.17                      | 100         | 5            | シティGM、三菱UFJ国際投信                                                                                            |
| 日本政策投資銀行               | 2014/9     | ドル                   | 900                | 2.875                     | 99.983      | 10           | メリルリンチ、バークレイズ、ゴールドマン・サックス                                                                   |
| 地方公共団体金融機構           | 2014/9     | ユーロ                 | 1000               | 0.875                     | 99.293      | 7            | バークレイズ、パリバ、メリルリンチ、野村証券                                                                         |
| 日本政策投資銀行               | 2014/10    | ユーロ                 | 250                | 0.25                      | 99.634      | 3            | メリルリンチ、モルガン・スタンレー、シティGM、大和証券キャピタル・マーケッツ                                         |
| 国際協力銀行                   | 2014/11    | ドル                   | 500                | 1.875                     | 99.588      | 5            | メリルリンチ、シティGM、大和証券キャピタル・マーケッツ                                                               |
| 地方公共団体金融機構           | 2014/11    | ニュージーランドドル   | 105                | 3.86                      | 99.98       | 3            | 大和証券キャピタル・マーケッツ                                                                                       |
| 日本政策投資銀行               | 2015/1     | ドル                   | 455                | 変動利率                  | 100         | 5            | 野村証券、ゴールドマン・サックス、JPモルガン                                                                         |
| 国際協力銀行                   | 2015/2     | ドル                   | 1000               | 2.125                     | 99.339      | 10           | パリバ、Merrill Lynch, Pierce, Fenner & Smith、大和証券キャピタル・マーケッツ、野村証券                              |
| 地方公共団体金融機構           | 2015/2     | ドル                   | 1000               | 2.375                     | 99.611      | 10           | バークレイズ、ゴールドマン・サックス、JPモルガン                                                                     |
| 東京都                         | 2015/5     | ドル                   | 1000               | 2.125                     | 99.873      | 5            | バークレイズ、メリルリンチ、ドイツ銀行、野村証券                                                                     |
| 国際協力銀行                   | 2015/5     | ドル                   | 1000               | 2.5                       | 99.447      | 10           | バークレイズ、シティGM、HSBC、JPモルガン                                                                             |
| 国際協力銀行                   | 2015/5     | ドル                   | 1000               | 1.75                      | 99.434      | 5            | バークレイズ、シティGM、HSBC、JPモルガン                                                                             |
|                                |            |                        |                    |                           |             |              | |
|                                |            |                        |                    |                           |             |              | |
|                                |            |                        |                    |                           |             |              | |
|                                |            |                        |                    |                           |             |              | |
|                                |            |                        |                    |                           |             |              | |
|                                |            |                        |                    |                           |             |              | |
|                                |            |                        |                    |                           |             |              | |
|                                |            |                        |                    |                           |             |              | |
|                                |            |                        |                    |                           |             |              | |
|                                |            |                        |                    |                           |             |              | |

## 各国の外債
企業や銀行、政府やその他政府関係の機関の中には、自国内通貨よりもより安定していて見通しの良い外国通貨で債券を発行することがある。外貨建てで起債することはまた、発行者にとっては海外市場で投資資金を調達しやすくもなる。これら債券の発行による収益は、企業にとって海外の市場に参入したり、外国為替スワップヘッジを使った既存の操作を用い発行企業の現地通貨に両替することができる。外債はサムライ債などのようにあだ名で呼ばれるものがある。これらは外国の発行体が自国内市場から離れ投資家層の多様化を期待して発行される。通常これらの起債は発行された市場での法律が適用される。例えば、欧州に拠点を置く投資家によって起債されたサムライ債は、日本の法律が適用される。こうした債券の全てが、発行市場にいる投資家による購入を制限するとは限らない。
(下記各債券はいずれも各国非居住者発行体により起債するものである)
- カンガルー債 (Kangaroo bond)[11]： オーストラリア市場において起債される豪ドル建債券
- パンダ債 (Panda bond)[12]： 中国市場において起債される人民元建債券
- サムライ債 (Samurai bond)[9][13]： 日本市場において起債される日本円建債券[注釈 13]
- ショーグン債 (Shogun bond)[9]： 日本市場において起債される非日本円(外貨)建債券
- アリラン債 (Arirang bond)[14]： 韓国市場において起債される韓国ウォン建債券
- キムチ債 (Kimchi bond)[15]： 韓国市場において起債される非韓国ウォン建債券
- ブルドッグ債 (Bulldog bond)[16]： 英国市場において起債されるスターリング・ポンド建債券
- ヤンキー債 (Yankee bond)[17][18]： 米国市場において起債される米ドル建債券
- ユーロダラー債 (Eurodoller bond)[19]： 米国市場において起債される非米ドル建債券
- メープル債 (Maple bond)[20]： カナダ市場において起債されるカナダ・ドル建債券
- カウリ債 (Kauri bond)[21]: ニュージーランド市場において起債されるニュージーランド・ドル建債券
- ウアッソ債 (Huaso bond)[22]：チリ共和国市場において起債されるチリ・ペソ建債券
- フォルモサ債 (Formosa bond)[23]：台湾市場において起債される人民元建債券